# 25. Dezember
Der 25. Dezember ist der 359. Tag des gregorianischen Kalenders (der 360. in Schaltjahren), somit bleiben 6 Tage bis zum Jahresende. Als christlicher Feiertag heißt der 25. Dezember im deutschsprachigen Raum Weihnachten. Da es in einigen Staaten einen zweiten Weihnachtsfeiertag gibt, ist auch der Begriff Erster Weihnachtsfeiertag, in Österreich Christtag gebräuchlich.

## Ereignisse

### Politik und Weltgeschehen

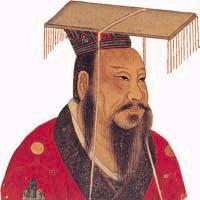
36 n. Chr.: Han Guangwudi

- 0036: Mit der Kapitulation der letzten abtrünnigen Stadt Chengdu ist China unter Kaiser Han Guangwudi aus der Han-Dynastie vereint. Damit beginnt die Östliche Han-Dynastie.

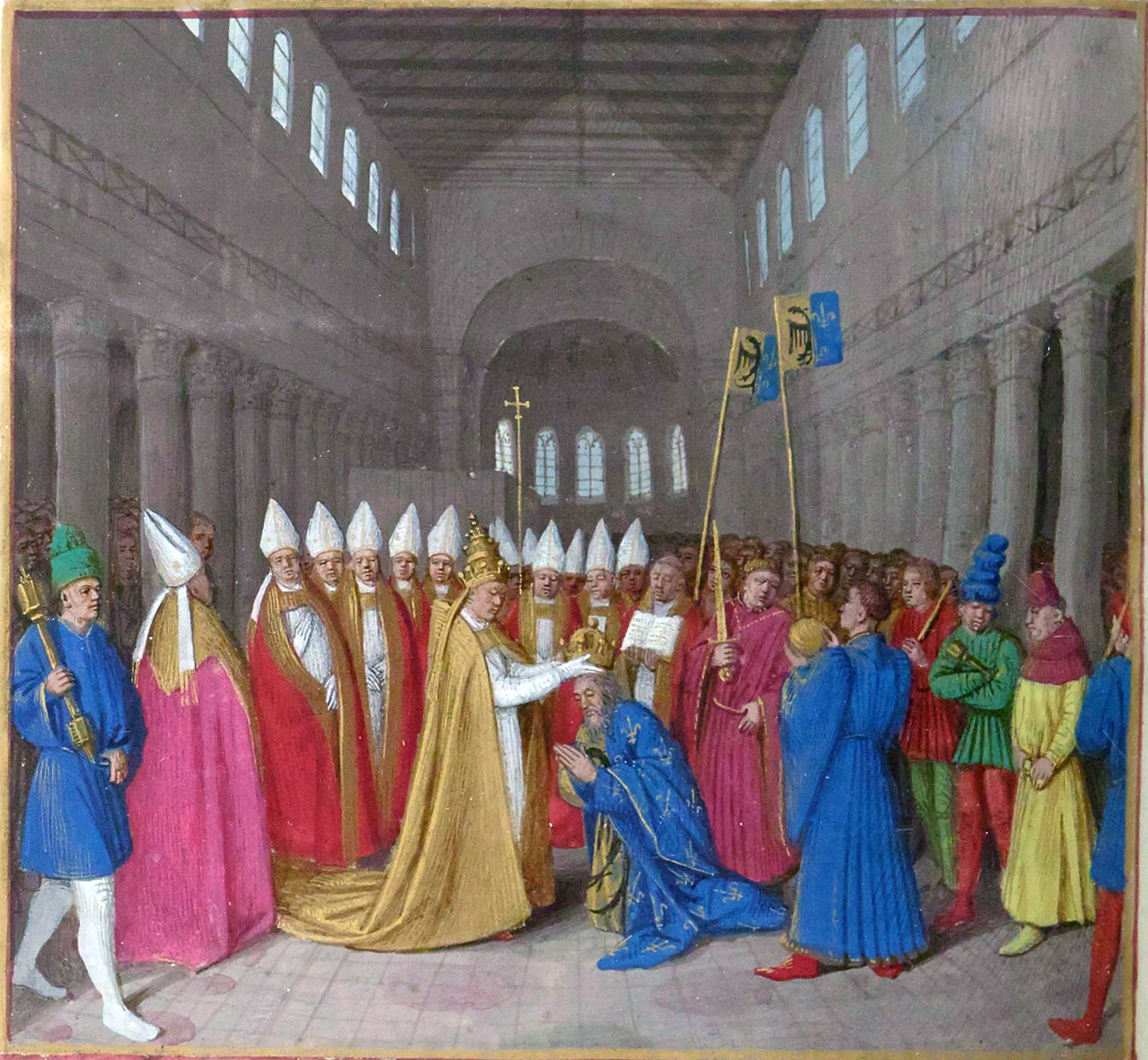
800: Papst Leo III. krönt Karl den Großen

- 0800: Restauratio imperii: In Rom wird Karl der Große, König des Frankenreichs, durch Papst Leo III. zum Kaiser gekrönt.
- 0820: Der byzantinische Kaiser Leo V. wird in der Palastkapelle von Verschwörern ermordet. Der aus dem Gefängnis geholte Michael II. wird Nachfolger auf dem Thron.
- 0875: Karl der Kahle wird in Rom von Papst Johannes VIII. zum Kaiser gekrönt.
- 0967: Otto II. wird in Anwesenheit seines Vaters Otto I. von Papst Johannes XIII. zum Mitkaiser im Heiligen Römischen Reich gekrönt.
- 0983: Otto III. wird in Aachen von den Erzbischöfen von Mainz und Ravenna zum deutschen König gekrönt. Für den Dreijährigen wird zu diesem Zweck eine eigene Kinderkrone angefertigt.
- 1013: Sven Gabelbart wird als englischer König anerkannt. Seine Regierungszeit, die mit Gabelbarts Tod am 3. Februar 1014 endet, ist mit 40 Tagen die kürzeste eines englischen Königs.
- 1046: Der am Tag zuvor gewählte Papst Clemens II. krönt das deutsche Kaiserpaar Heinrich III. und Agnes von Poitou.
- 1066: Der normannische Herzog Wilhelm wird nach der Eroberung Englands in der Londoner Westminster Abbey zum König von England gekrönt.
- 1076: Boleslaw II. der Kühne wird zum König von Polen gekrönt.

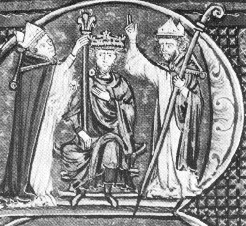
1100: Krönung Balduins I.

- 1100: Balduin von Boulogne wird als Balduin I. erster König des von seinem Bruder Gottfried von Bouillon im Ersten Kreuzzug gegründeten Königreichs Jerusalem.
- 1228: Der minderjährige römisch-deutsche König Heinrich löst sich aus der Vormundschaft des Reichsgubernators Ludwig I. von Bayern, der von der kaiserlichen auf die päpstliche Seite gewechselt ist. Heinrich führt die Regierungsgeschäfte von nun an selbst.

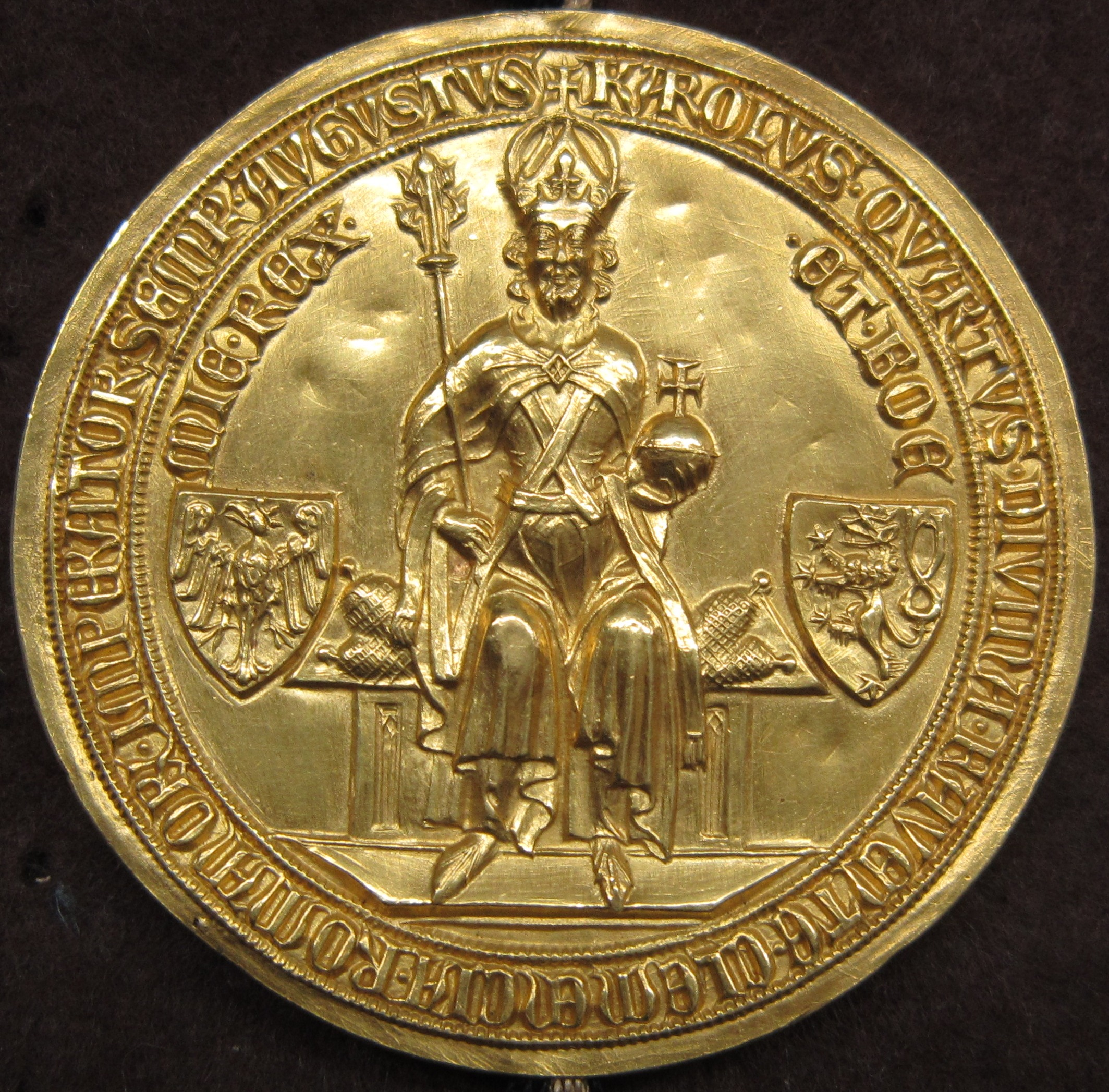
1356: Das Siegel der Goldenen Bulle

- 1356: In Metz verkündet Kaiser Karl IV. die letzten Kapitel der Goldenen Bulle, mit der die Krönung der römisch-deutschen Könige und Kaiser geregelt wird und kurfürstliche Privilegien festgeschrieben werden.
- 1492: Die Santa Maria, das Flaggschiff von Christoph Kolumbus, erleidet Schiffbruch vor der Insel Hispaniola. Ein Teil der Besatzung bleibt in der auch mit Überresten des Schiffes errichteten Siedlung La Navidad zurück.
- 1495: Mit dem Sieg der Spanier über die uransässigen Guanchen bei La Victoria de Acentejo gerät Teneriffa als letzte der Kanarischen Inseln endgültig unter spanische Herrschaft.
- 1553: In der Schlacht von Tucapel in Araukanien besiegen Mapuche unter ihrem Kriegshäuptling Lautaro eine Konquistadorentruppe unter Pedro de Valdivia, dem spanischen Generalkapitän und Gouverneur von Chile. Der gefangene Gouverneur wird anschließend hingerichtet, der exakte Tag ist wegen widersprüchlicher Quellen ungewiss.
- 1599: Portugiesen gründen in Brasilien die Stadt Natal.
- 1643: Kapitän William Mynors gibt der im Indischen Ozean gelegenen Weihnachtsinsel ihren Namen.
- 1674: Mit dem Einfall der schwedischen Armee in die militärisch ungesicherte Mark Brandenburg beginnt der Schwedisch-Brandenburgische Krieg. Dieser weitet sich nach weiteren Kriegserklärungen durch mit Brandenburg verbündete Mächte zu einem nordeuropäischen Konflikt aus und wird erst 1679 beendet.
- 1683: Nach der fehlgeschlagenen Belagerung von Wien wird Großwesir Kara Mustafa, der Befehlshaber des osmanischen Heeres, auf Geheiß von Sultan Mehmet IV. erdrosselt.

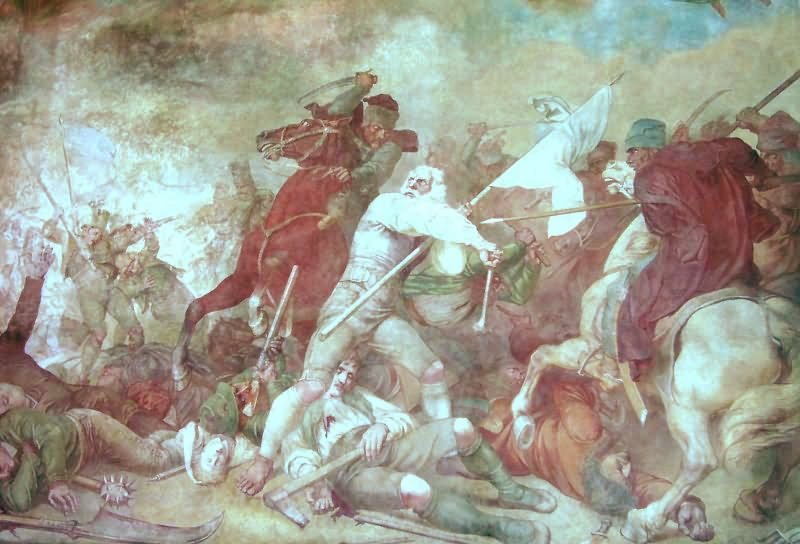
1705: Sendlinger Bauernschlacht

- 1705: In der Sendlinger Mordweihnacht werden mehr als 1.000 bayrische Aufständische nach Niederlegung ihrer Waffen durch österreichische Besatzungstruppen Kaiser Josephs I. bei Sendling niedergemetzelt. Damit endet in der Folge auch das demokratische Experiment des Braunauer Parlaments.
- 1745: Mit dem Frieden von Dresden zwischen Preußen, Österreich und Sachsen endet der Zweite Schlesische Krieg, Teil des Österreichischen Erbfolgekrieges. Preußen behält Schlesien, im Gegenzug anerkennt Friedrich II. dafür Franz I. Stephan als deutschen Kaiser.

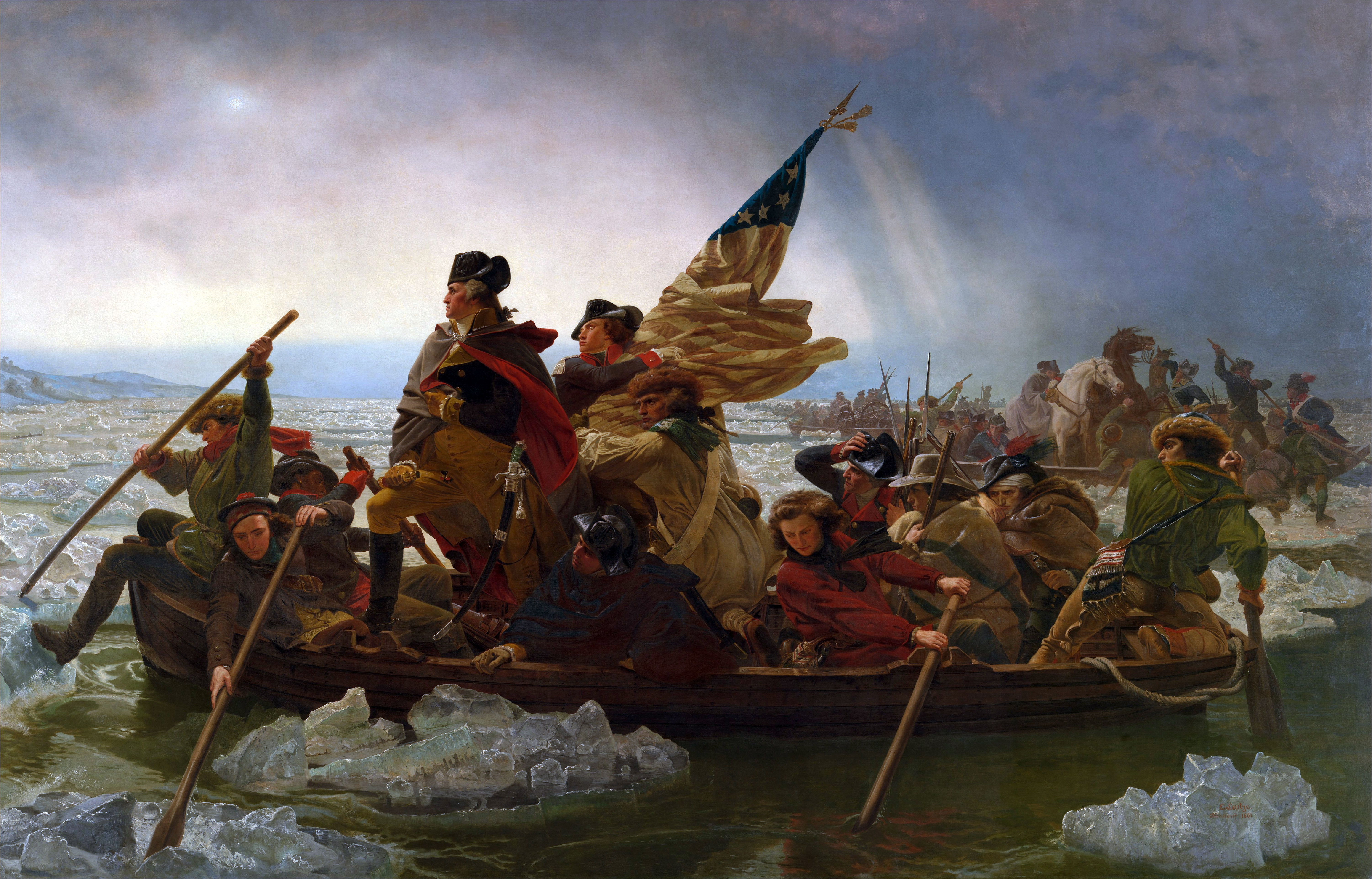
1776: Washington überquert den Delaware-River

- 1776: Im Amerikanischen Unabhängigkeitskrieg überquert General George Washington in der Nacht zum 26. Dezember den Delaware River, um die in Trenton, New Jersey, stationierten hessischen Regimenter der Briten überraschend anzugreifen.

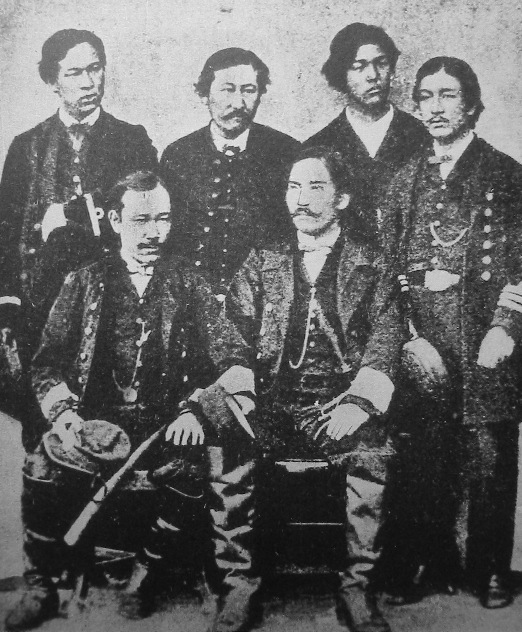
1868: Führer der Republik Ezo

- 1868: Nach dem Sturz des Shōgunats der Tokugawa in Japan im Boshin-Krieg und dem Beginn der Meiji-Restauration flüchtet ein Teil der Marine mit Unterstützung französischer Militärberater um Jules Brunet nach Hokkaidō und gründet die Republik Ezo. Enomoto Takeaki wird zum Präsidenten gewählt und ist damit bis heute der einzige Präsident auf japanischem Boden.
- 1868: US-Präsident Andrew Johnson gewährt den konföderierten Soldaten nach dem Amerikanischen Bürgerkrieg bedingungslose Vergebung.
- 1880: Fridolin Anderwert, einige Tage zuvor zum Schweizer Bundespräsidenten des Folgejahres gewählter Bundesrat, nimmt sich das Leben.

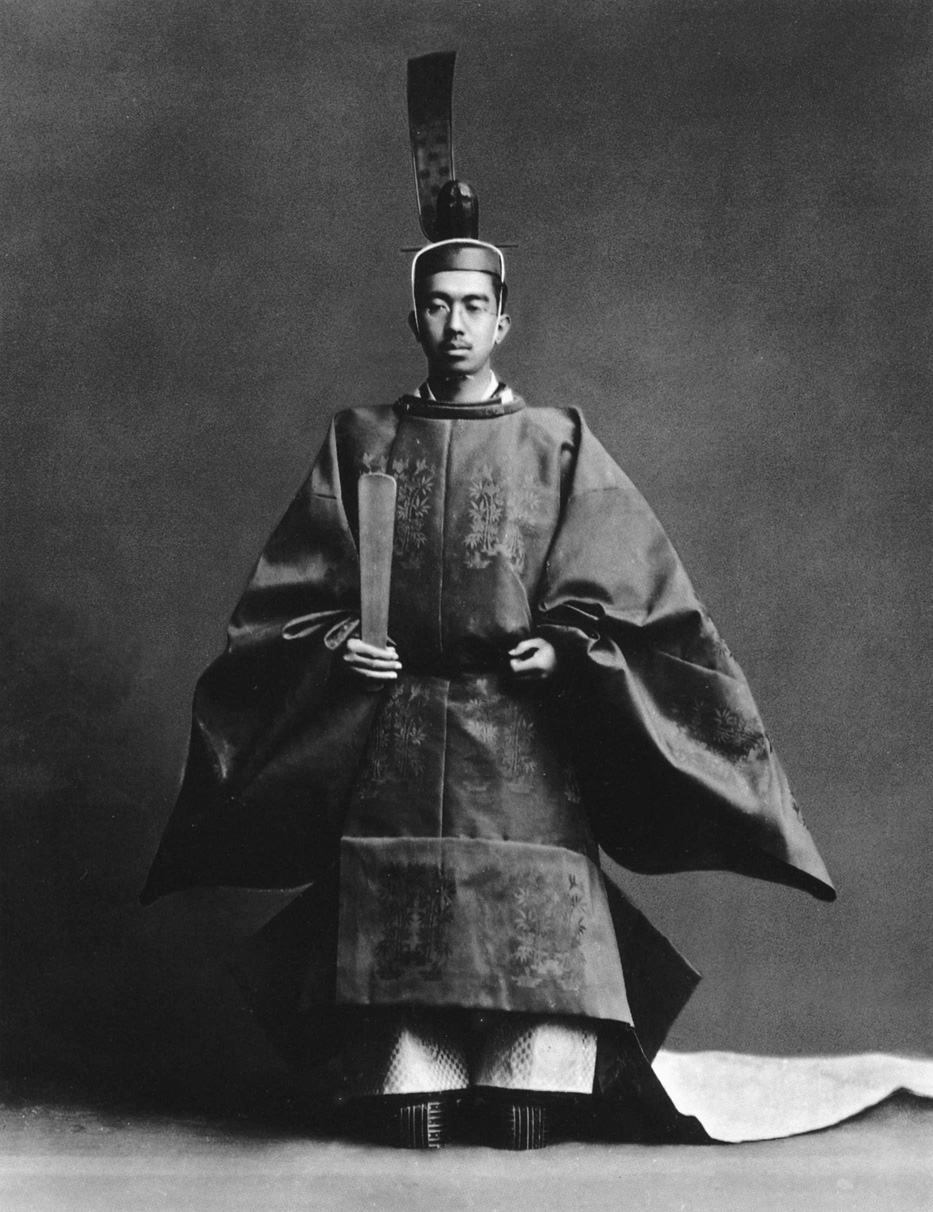
1926: Hirohito im Krönungsgewand

- 1926: Hirohito wird nach dem Tod seines Vaters Yoshihito zum Kaiser von Japan gekrönt. Damit löst in Japan die Shōwa-Zeit die Taishō-Zeit ab.
- 1941: Nach achtzehntägigen Kämpfen übergibt Gouverneur Mark Aitchison Young die britische Kronkolonie Hongkong an die Kaiserlich Japanische Armee. Die japanische Besetzung Hongkongs im Pazifikkrieg beginnt.
- 1944: Mit der Einschließung Budapests durch die Rote Armee beginnt im Zweiten Weltkrieg die bis zum 13. Februar andauernde Schlacht um die Stadt.
- 1978: Vietnamesische Truppen marschieren in Kambodscha ein, um den kommunistischen Diktator Pol Pot zu vertreiben.
- 1979: Sowjetische Truppen marschieren in Afghanistan ein. Sie wollen im Bürgerkrieg den kommunistischen Kräften im Lande helfen.
- 1989: In Rumänien werden nach der Revolution der ehemalige Staatspräsident Nicolae Ceaușescu und seine Frau Elena nach dem Urteil eines Militärgerichts hingerichtet.
- 1993: Russlands neue Verfassung mit mehr Rechten für den Präsidenten tritt in Kraft.
- 1998: Khieu Samphan und Nuon Chea, zwei ehemalige Führer der Roten Khmer, ergeben sich in Kambodscha.
- 2010: Durch Zusammenschluss aller 29 Städte und Gemeinden des ehemaligen Landkreises Taipeh im Norden Taiwans entsteht die Stadt Neu-Taipeh mit knapp 4 Millionen Einwohnern.

### Wirtschaft
- 1851: Chiles erste Eisenbahnverbindung zwischen Copiapó und Caldera in der Región de Atacama wird eröffnet.
- 1952: Der Nordwestdeutsche Rundfunk nimmt den regelmäßigen Fernseh-Sendebetrieb auf.

### Wissenschaft und Technik

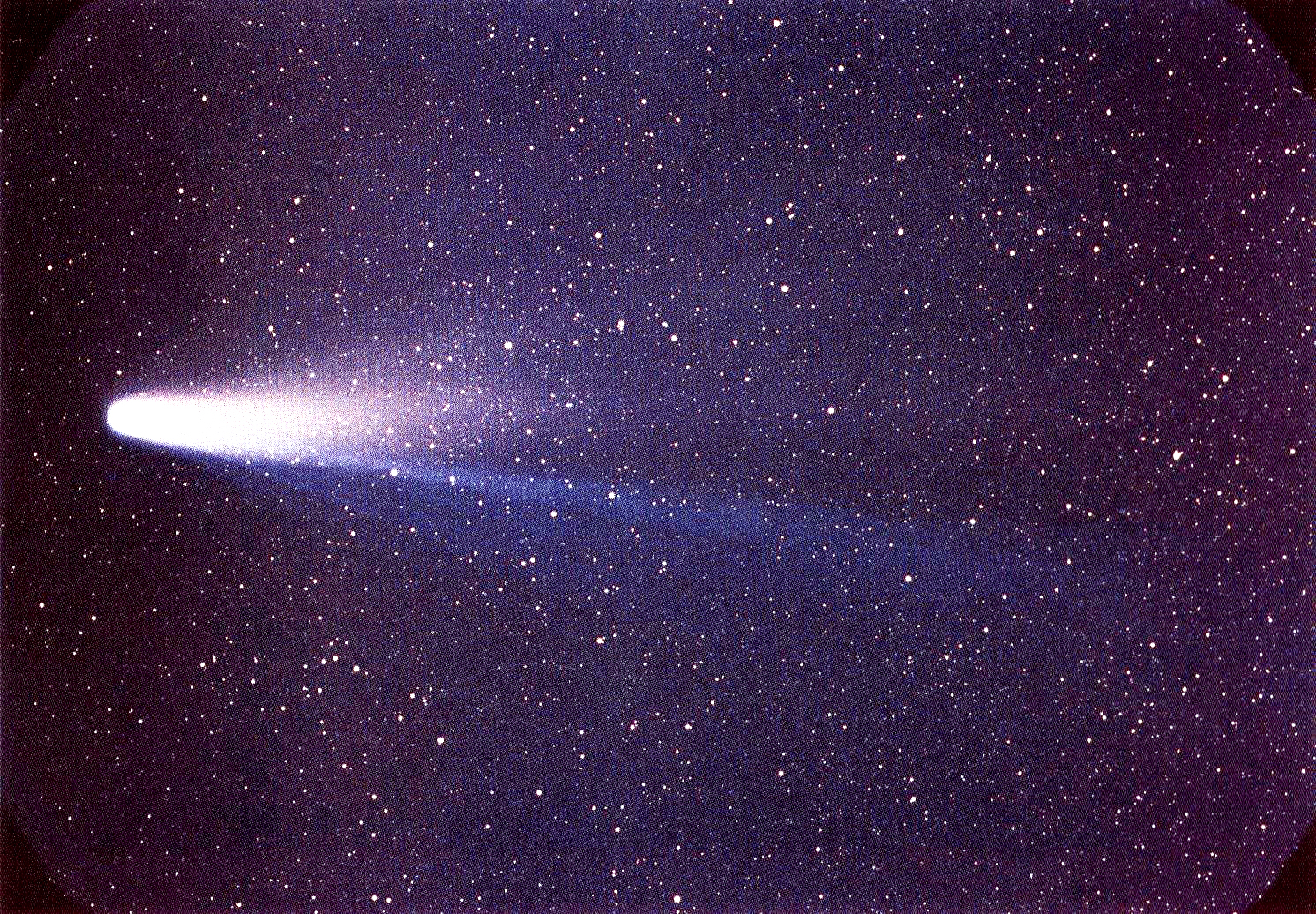
1758: Halleyscher Komet

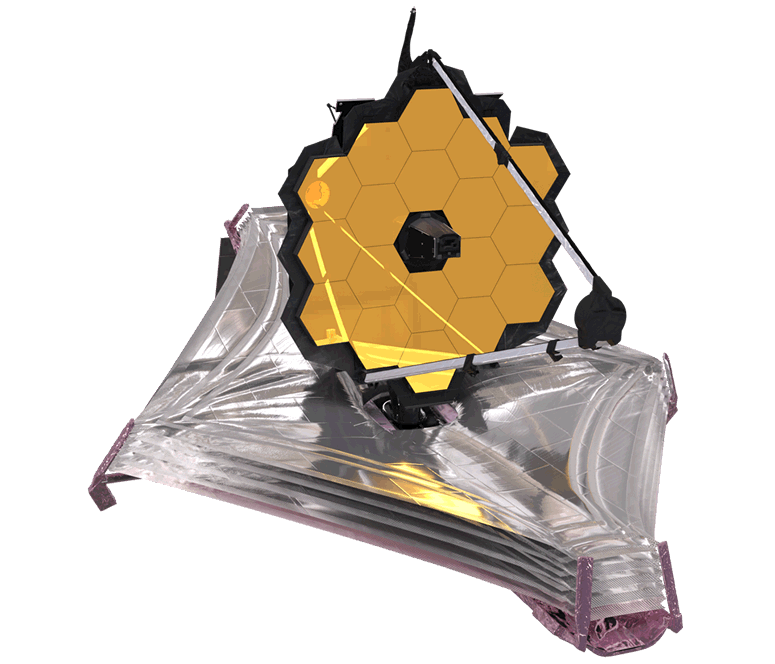
2021: James-Webb-Weltraumteleskop

- 1758: Der von Edmond Halley vorhergesagte Halleysche Komet erscheint.
- 1929: Der Weltrundfunksender startet den ersten Programmaustausch mit dem Ausland (siehe Deutscher Kurzwellensender)
- 1990: Der Webbrowser WorldWideWeb, später umbenannt in Nexus, kommuniziert via Internet zum ersten Mal mit einem Webserver.
- 2003: Die Raumsonde Mars Express der ESA erreicht wie geplant den Mars. Der Lander Beagle 2 wird ausgesetzt, es kann jedoch keine Verbindung hergestellt werden.
- 2004: Der Lander Huygens der ESA trennt sich mit einem Spin von 7,5 Upm von der Raumsonde Cassini ab, um auf dem Saturnmond Titan zu landen. Es ist das erste Mal, dass mit einem menschengemachten Objekt ein derartiges Manöver zur Landung auf einem anderen Mond des Sonnensystems als dem Erdmond durchgeführt wird.
- 2021: Das James-Webb-Weltraumteleskop, ein Gemeinschaftsprojekt der NASA, ESA und CSA, wird mit Hilfe einer Ariane-5-Trägerrakete auf eine erdferne Umlaufbahn gebracht.

### Kultur
- 1734: In Leipzig wird die erste Kantate von Bachs Weihnachtsoratorium uraufgeführt.
- 1858: In der Pariser Madeleine wird das Oratorio de Noël von Camille Saint-Saëns uraufgeführt.

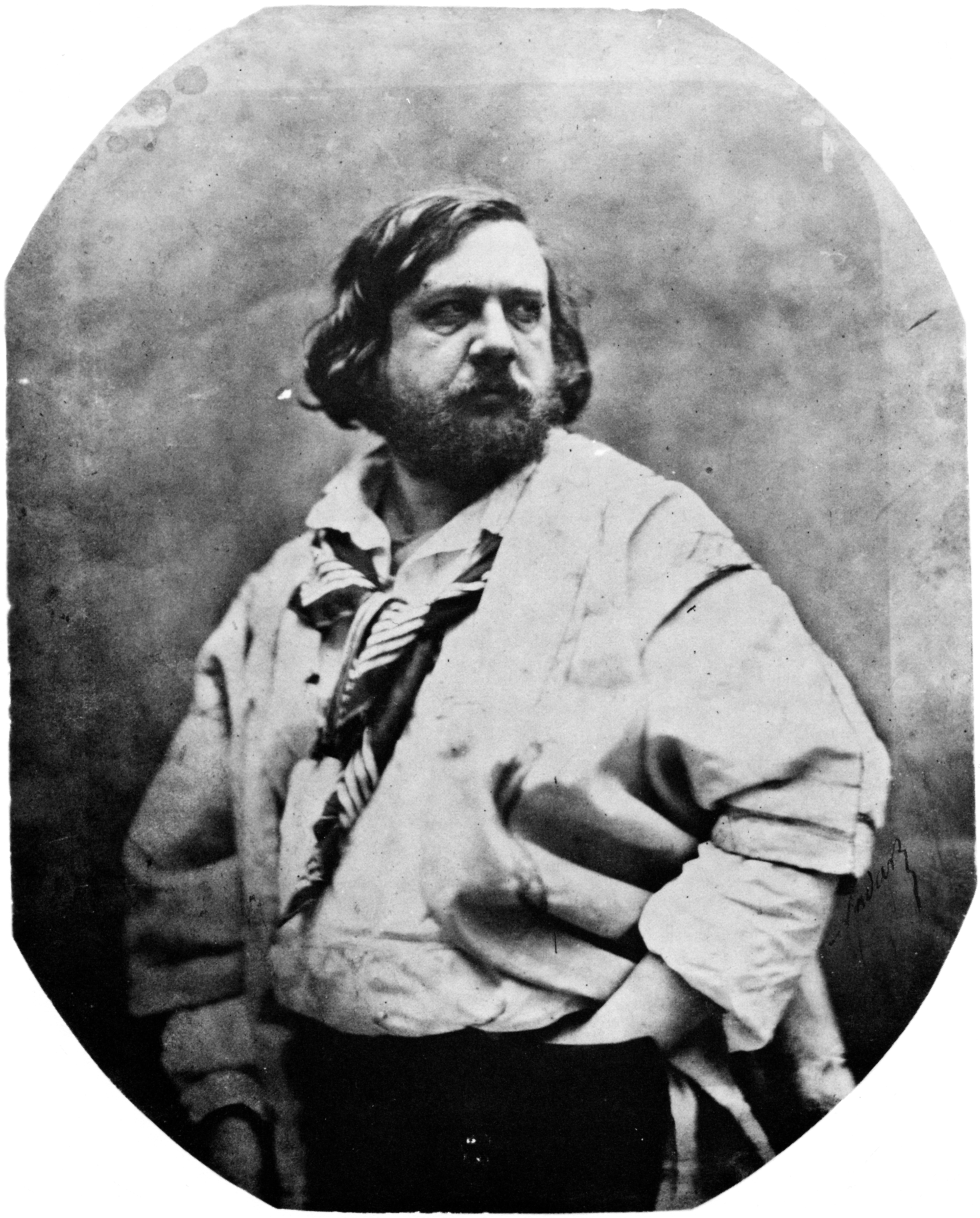
1861: Théophile Gautier

- 1861: Der erste Teil des Romans Le Capitaine Fracasse von Théophile Gautier erscheint in der Zeitschrift Revue nationale. Der letzte Teil erscheint am 10. Juni 1863.
- 1900: In der Weihnachtsbeilage der Neuen Freien Presse erscheint Schnitzlers Novelle Lieutenant Gustl.
- 1902: An der Solodownikow-Privatoper in Moskau erfolgt die Uraufführung der Oper Kaschtschei bessmertny (Kaschtschei der Unsterbliche) von Nikolai Rimski-Korsakow.
- 1927: In Altenburg findet die Uraufführung der Operette Die blonde Liselott von Eduard Künneke statt.
- 1943: In Toledo (Ohio/USA) findet die erste Vorstellung von Holiday on Ice als Hotelshow statt, der erfolgreichsten Eisshow aller Zeiten.
- 1952: Der Frachter Merino, der zeitgenössische französische Gemälde für die Ausstellung French Painting Today an Bord hat, strandet an der Freycinet-Halbinsel auf Tasmanien.
- 1953: In Baku wird die Oper Sevil von Fikrät Ämirov uraufgeführt.
- 1978: Am Großen Festspielhaus in Salzburg erfolgt die Uraufführung der Oper Der Engel von Prag von Cesar Bresgen.
- 1989: Ode an die Freiheit: Zwei Tage nach der West-Berliner Aufführung dirigiert Leonard Bernstein auch im Ost-Berliner Schauspielhaus die 9. Sinfonie von Ludwig van Beethoven.

### Gesellschaft
- 2009: Der Nigerianer Umar Farouk Abdulmutallab versucht mittels Entzünden von Sprengstoff einen Terroranschlag auf den Northwest-Airlines-Flug 253 von Amsterdam nach Detroit, der sich kurz vor der Landung befindet. Der Täter wird von Passagieren überwältigt.

### Religion
- 0274: Unter Kaiser Aurelian feiern die Römer erstmals den Geburtstag des Sonnengottes Sol Invictus. Es gibt Meinungen, dass das die Wurzel des Weihnachtsfestes sein könnte.
- 0336: Nach dem Chronograph des römischen Historikers Furius Dionysius Filocalus aus dem Jahre 354 wird an diesem Tag erstmals nachweislich im Abendland das Fest anlässlich der Geburt Jesu Christi gefeiert.
- 0498: Chlodwig I., König der Merowinger, lässt sich von Bischof Remigius von Reims taufen. Er sichert sich damit die Unterstützung der katholischen Kirche im Fränkischen Reich.
- 0965: Folcuin wird von Bischof Ingram von Cambrai zum Abt von Lobbes geweiht.
- 1003: Papst Johannes XVIII. übernimmt sein Pontifikat.
- 1223: Franz von Assisi stellt in Greccio mit lebenden Tieren und Menschen das Weihnachtsgeschehen nach.
- 1521: Andreas Bodenstein feiert in Wittenberg erstmals in der Reformationszeit Abendmahl in beiderlei Gestalt, der Gemeinde werden also sowohl Brot als auch Wein ausgeteilt.

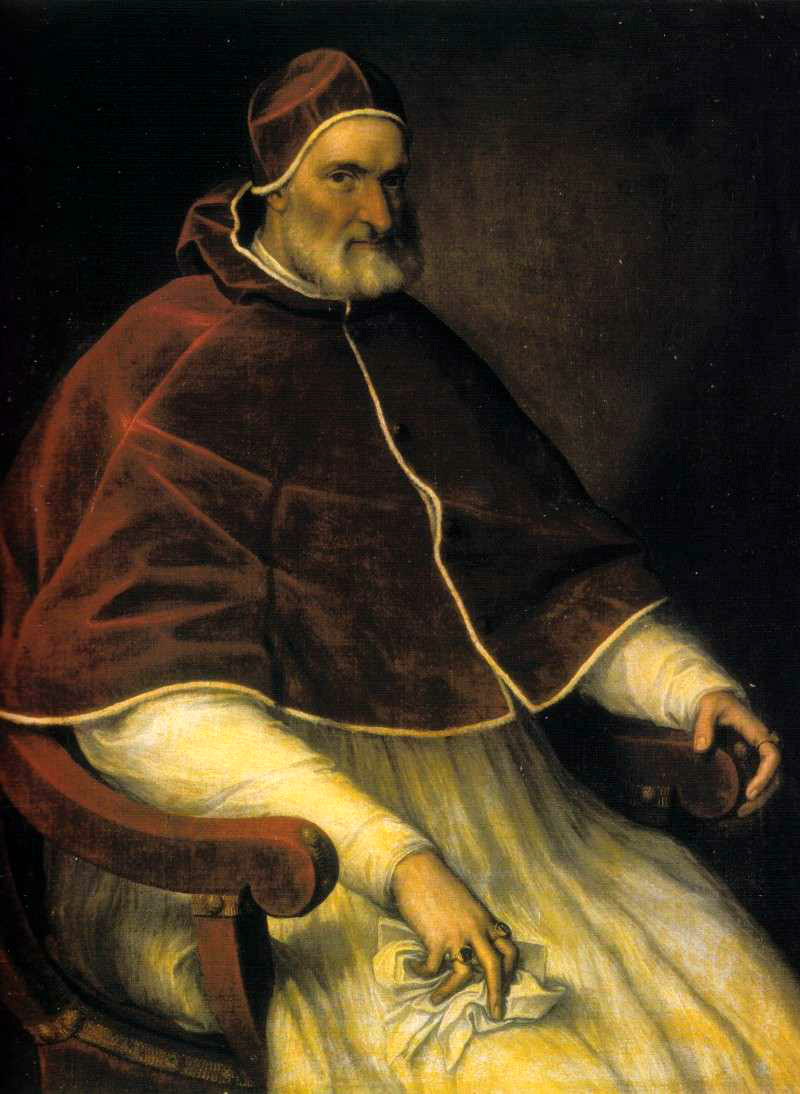
1559: Pius IV.

- 1559: Giovanni Angelo Medici wird zum Papst gewählt und nimmt den Namen Pius IV. an.
- 1925: Der Vietnamese Ngô Văn Chiêu erfährt nach eigenen Angaben eine Offenbarung des Gottes Cao Đài. In der Folge entsteht die Religion des Caodaismus.
- 1951: Der Stammapostel Johann Gottfried Bischoff, Kirchenoberhaupt der Neuapostolischen Kirche, verkündigt in einem Gottesdienst, dass zu seinen Lebenszeiten Jesus Christus wiederkommen wird. Diese Verkündigung geht als Botschaft in ihre Kirchengeschichte ein, wird Grund vieler Schismen und gedeiht zur größten Krise der Kirche.
- 1955: In der Enzyklika Musicae sacrae disciplina beschäftigt sich Papst Pius XII. mit der Kirchenmusik. Die Musik der Romantik und volkstümliche Messvertonungen lehnt er ab.
- 1961: Mit der apostolischen Konstitution Humanae salutis verkündet Papst Johannes XXIII. die Einberufung des Zweiten Vatikanischen Konzils.
- 2005: Papst Benedikt XVI. unterzeichnet seine erste Enzyklika Deus caritas est (Gott ist die Liebe), in der er sich mit der Liebe in unterschiedlichen Dimensionen auseinandersetzt.

### Katastrophen

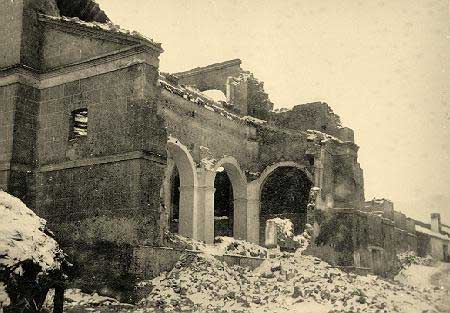
1884: Erdbeben von Andalusien

- 1884: Beim nur 20 Sekunden dauernden Erdbeben von Andalusien 1884 kommen rund 900 Menschen ums Leben, über 1.500 werden verletzt.

- 1932: Ein Erdbeben der Stärke 7,6 in Gansu, Volksrepublik China, fordert etwa 70.000 Tote.

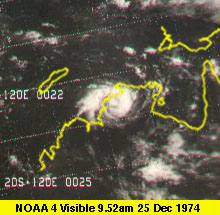
1974: Zyklon Tracy

- 1974: Der Zyklon Tracy setzt seine am Vortag begonnene Verwüstung der Stadt Darwin im Northern Territory Australiens fort. 70 % der Gebäude werden zerstört, die Kommunikation mit der Außenwelt bricht zusammen und 71 Menschen kommen ums Leben.

Kleinere Unglücksfälle sind in den Unterartikeln von Katastrophe und in der Liste von Katastrophen aufgeführt.

### Sport
Einträge von Leichtathletik-Weltrekorden befinden sich unter der jeweiligen Disziplin unter Leichtathletik.

## Geboren

### Vor dem 18. Jahrhundert
- 1281: Alice de Lacy, englische Adelige
- 1400: John Sutton, 1. Baron Dudley, englischer Soldat und Politiker
- 1424: Margarethe von Schottland, Tochter von Jakob I., Ehefrau von Ludwig XI.
- 1461: Christina von Sachsen, Königin von Dänemark, Norwegen und Schweden
- 1463: Johann von Schwarzenberg, Hofmeister des Fürstbischofs von Bamberg
- 1494: Antoinette de Bourbon, erste Herzogin von Guise
- 1505: Christina von Sachsen, Landgräfin von Hessen
- 1512: Stephan Riccius, deutscher evangelischer Theologe
- 1564: Abraham Bloemaert, niederländischer Maler
- 1569: Andreas Siegel, deutscher frühkapitalistischer Unternehmer
- 1584: Margarete, Erzherzogin von Österreich, Königin von Spanien, Portugal, Sizilien und Neapel
- 1585: Christian, Graf von Waldeck
- 1595: Johann Konrad Varnbüler, württembergischer Diplomat
- 1601: Ernst I. von Sachsen-Gotha, Sohn von Herzog Johann III. von Sachsen-Weimar
- 1616: Christian Hofmann von Hofmannswaldau, deutsch-schlesischer Lyriker und Epigrammatiker und Diplomat (Taufdatum)
- 1620: Louis Charles d’Albert, Herzog von Luynes, französischer Übersetzer und Moralist
- 1628: Noël Coypel, französischer Maler
- 1642: Isaac Newton, englischer Naturforscher und Verwaltungsbeamter
- 1650: Josef Langer, tschechischer Wissenschaftler der Piaristen, Mathematiker und Astronom
- 1655: Carl Gustav Roos, schwedischer Baron und Generalmajor
- 1667: Melusine von der Schulenburg, Mätresse von Georg I., Kurfürst von Hannover und König von Großbritannien
- 1677: Natale Ricci, italienischer Maler
- 1686: Christoph Matthäus Pfaff, deutscher evangelischer Theologe
- 1689: Conrad Iken, deutscher evangelischer Geistlicher
- 1696: Johann Ernst IV., Herzog von Sachsen-Weimar
- 1697: John Rutty, englischer Mediziner, Chemiker und Naturforscher
- 1700: Leopold II., Fürst des Kleinstaats Anhalt-Dessau und preußischer General

### 18. Jahrhundert
- 1711: Caspar Jakob Huth, deutscher evangelischer Theologe und Hochschullehrer
- 1711: Jean Cassanéa de Mondonville, französischer Violinvirtuose und Komponist
- 1716: Johann Jacob Reiske, deutscher Begründer der Arabistik als souveräner Wissenschaft
- 1717: George Augustus Eliott, 1. Baron Heathfield, britischer General und Gouverneur von Gibraltar
- 1717: Pius VI., Papst
- 1719: Marie Elisabeth von Ahlefeldt, Konventualin und Hofdame von Louise von Dänemark und Norwegen
- 1720: Anna Maria Mozart, Mutter von Wolfgang Amadeus Mozart
- 1721: William Collins, britischer Dichter
- 1724: John Michell, englischer Naturphilosoph und Geologe
- 1725: Esteban Salas y Castro, kubanischer Komponist und Kirchenmusiker
- 1728: Johann Adam Hiller, deutscher Komponist, Musikschriftsteller und Kapellmeister
- 1741: Friedrich Karl, Fürst von Wied und Graf von Isenburg
- 1741: Heinrich Zimmermann, deutscher Reisender und Reiseschriftsteller
- 1742: Charlotte von Stein, Freundin von Johann Wolfgang von Goethe
- 1744: Robert Brown, US-amerikanischer Politiker, Mitglied des Repräsentantenhauses

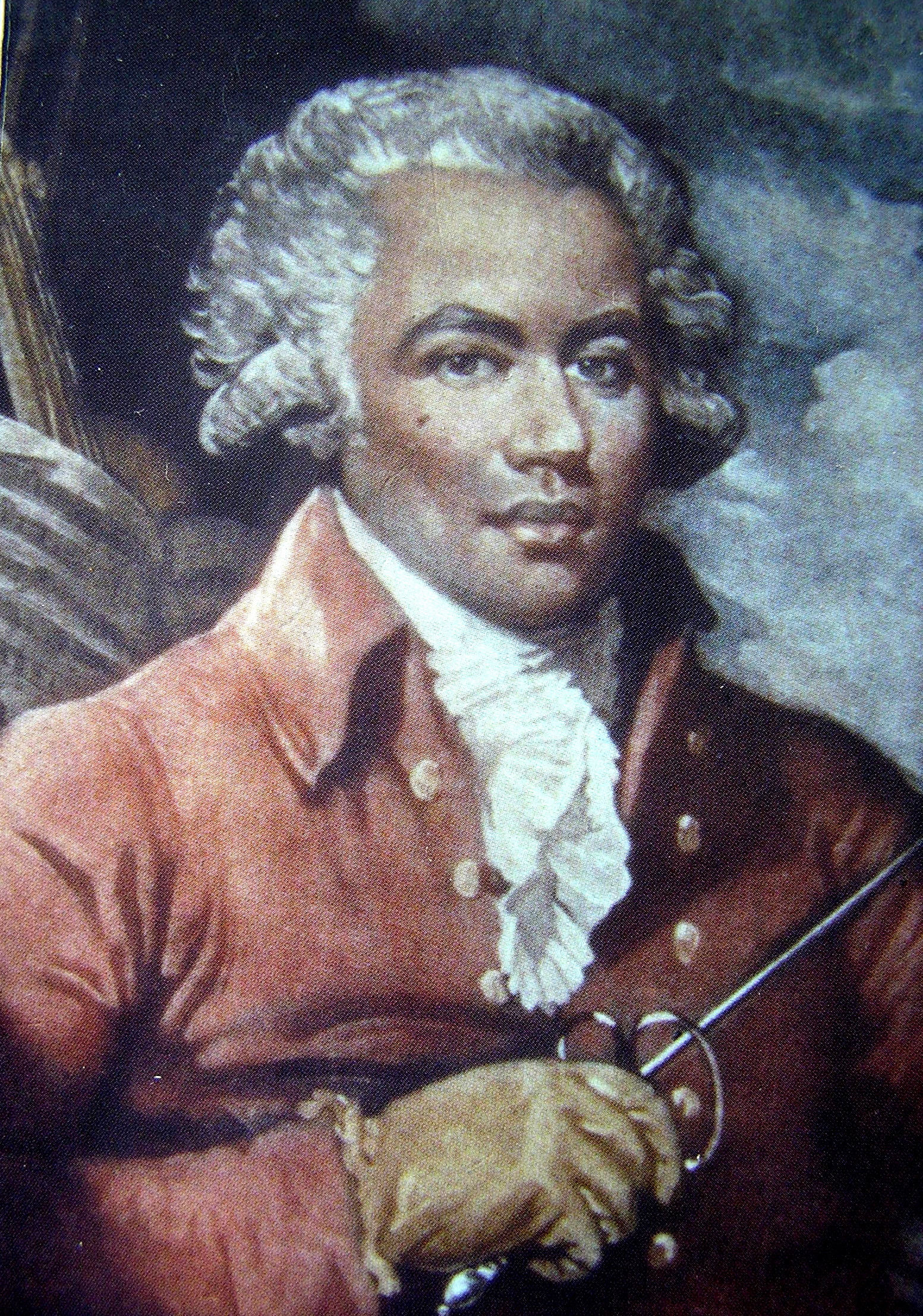
Joseph Bologne (* 1745)

- 1745: Joseph Bologne, Chevalier de Saint-Georges, französischer Geigenvirtuose, Komponist und Dirigent
- 1748: Carl Friedrich Reichhelm, deutscher evangelischer Geistlicher
- 1751: George Gordon, britischer Politiker
- 1754: Jean Baptiste Noël Bouchotte, französischer Offizier und Politiker, Kriegsminister
- 1757: Johann Wilhelm Christian Brühl, deutscher Mediziner und Hochschullehrer
- 1757: Benjamin Pierce, US-amerikanischer Politiker, Gouverneur von New Hampshire
- 1764: Ferdinand August von Spiegel, Erzbischof von Köln
- 1771: Charles Athanasie Walckenaer, französischer Staatsbeamter und Wissenschaftler
- 1771: Dorothy Wordsworth, britische Poetin und Tagebuchautorin
- 1773: Karl Söffner, preußischer Jurist
- 1775: Wilhelm Ernst Schwabe, deutscher Jurist
- 1775: Antun Sorkočević, kroatischer Komponist, Schriftsteller und Diplomat
- 1785: Christian Gottlob Wild, deutscher Pfarrer und Begründer der Mundartdichtung des Erzgebirges
- 1789: August von Goethe, Sohn von Johann Wolfgang von Goethe
- 1789: Frantz Gotthard Howitz, dänischer Mediziner und Hochschullehrer
- 1792: Antonio Adamini, russischer Architekt und Ingenieur
- 1799: Manuel Bulnes Prieto, chilenischer Politiker und General, Staatspräsident
- 1799: August Riedel, deutscher Maler

### 19. Jahrhundert

#### 1801–1850

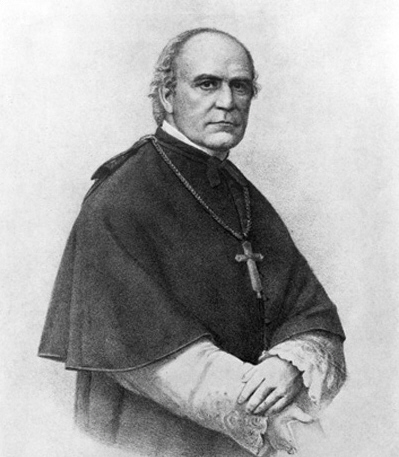
Wilhelm Emmanuel von Ketteler (* 1811)

- 1801: Antonio Angelèri, italienischer Pianist und Musikpädagoge
- 1802: Francis de la Porte, comte de Castelnau, französischer Naturforscher und Forschungsreisender
- 1804: George Ashmun, US-amerikanischer Politiker, Mitglied des Repräsentantenhauses
- 1806: Auguste Anicet-Bourgeois, französischer Theaterdichter
- 1811: Wilhelm Emmanuel von Ketteler, deutscher Geistlicher, Theologe und Politiker, Gründer der Katholischen Arbeitnehmerbewegung („Arbeiterbischof“), MdR
- 1811: Heinrich Xaver Sieger, deutscher Unternehmer
- 1812ː Thekla von Baudissin, deutsche Schriftstellerin
- 1813: Friedrich Wilhelm Weber, deutscher Epiker
- 1820: Édouard Imer, französischer Maler
- 1821: Clara Barton, US-amerikanische Krankenschwester, Lehrerin und Philanthropin, Gründerin des Amerikanischen Roten Kreuzes
- 1825: Jakob Imobersteg, Schweizer evangelischer Geistlicher, Heimatforscher und Dialektologe
- 1827: Friedrich Wilhelm Grimme, deutscher Schriftsteller, Heimatdichter und Botaniker

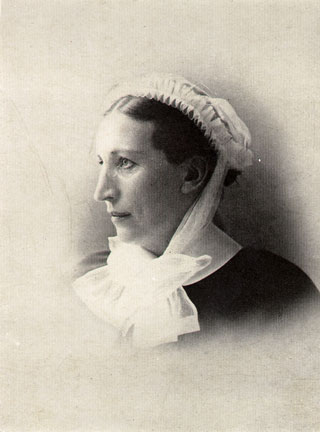
Elisabeth Fedde (* 1850)

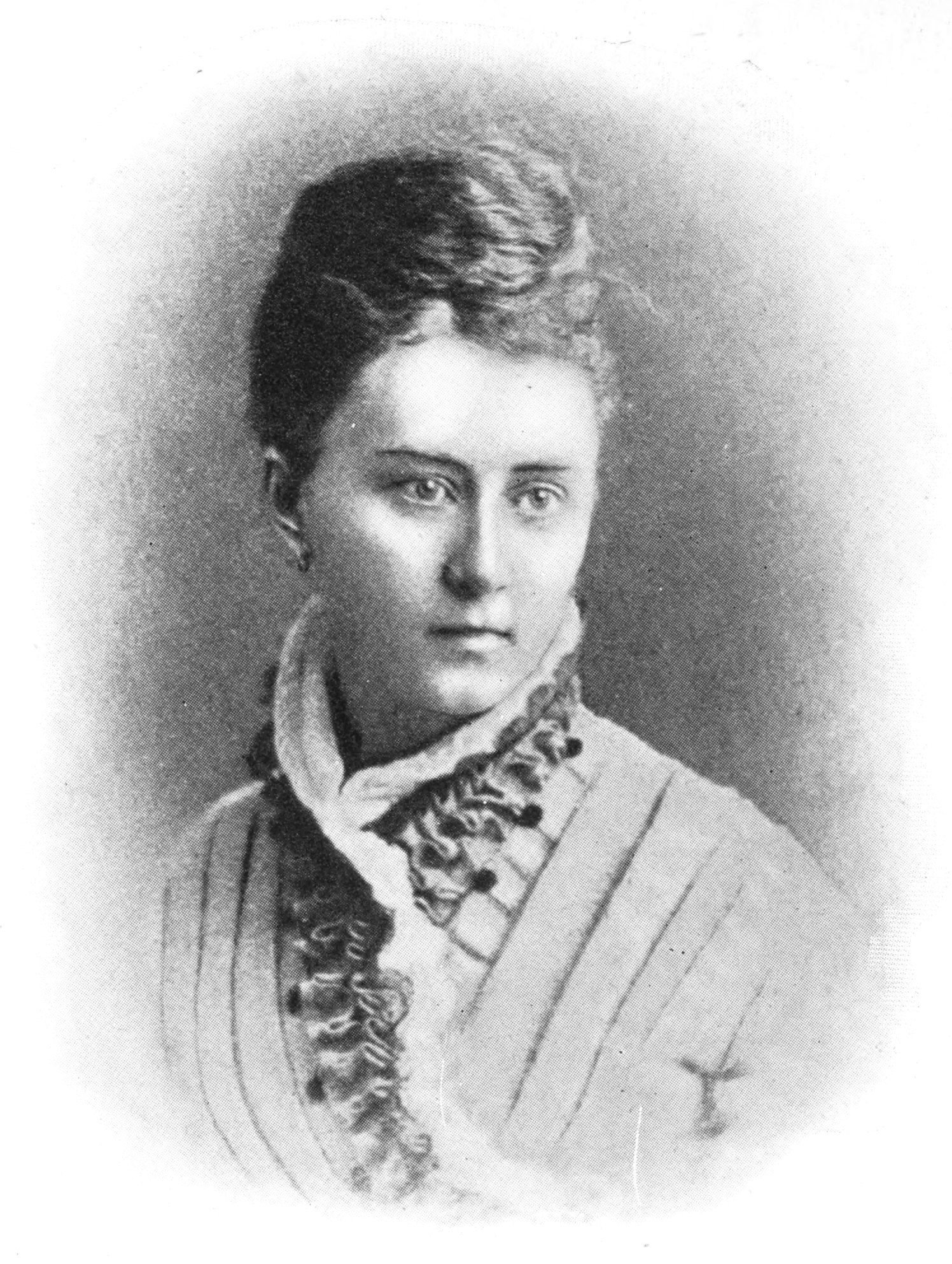
Isabella Valancy Crawford (* 1850)

- 1828: Felix zu Salm-Salm, deutscher Militär und Söldner
- 1829: Patrick Gilmore, US-amerikanischer Komponist und Militärkapellmeister
- 1831: Johann von Herbeck, österreichischer Dirigent und Komponist
- 1833: Adelheid Marie von Anhalt-Dessau, Herzogin von Nassau und Großherzogin von Luxemburg
- 1834: Anders Askevold, norwegischer Landschafts- und Tiermaler
- 1835: Franz Sales Ehrlich, österreichischer Orgelbauer
- 1835: Theodor Vogt, deutsch-österreichischer Pädagoge und Professor
- 1837: Jakob Hermann Bockenheimer, deutscher Arzt und Chirurg
- 1837: Wladimir Markownikow, russischer Chemiker
- 1842: Robert Aßmus, deutscher Landschaftsmaler und Illustrator
- 1843: Louis Grand, Schweizer Jurist und Politiker
- 1844: Agnes zu Salm-Salm, US-amerikanische Zirkusreiterin, Schauspielerin und Krankenschwester
- 1845: Karl Reimer, deutscher Chemiker und Industrieller
- 1846: Thomas Jefferson Strait, US-amerikanischer Politiker
- 1847: William Anthony Shinkman, US-amerikanischer Schachproblemkomponist
- 1848: Enrico Golisciani, italienischer Librettist
- 1849: Nogi Maresuke, japanischer General
- 1850: Wilhelm Viëtor, deutscher Sprachwissenschaftler und Neuphilologe
- 1850: Elisabeth Fedde, norwegische Diakonisse
- 1850ː Isabella Valancy Crawford, kanadische Schriftstellerin

#### 1851–1900

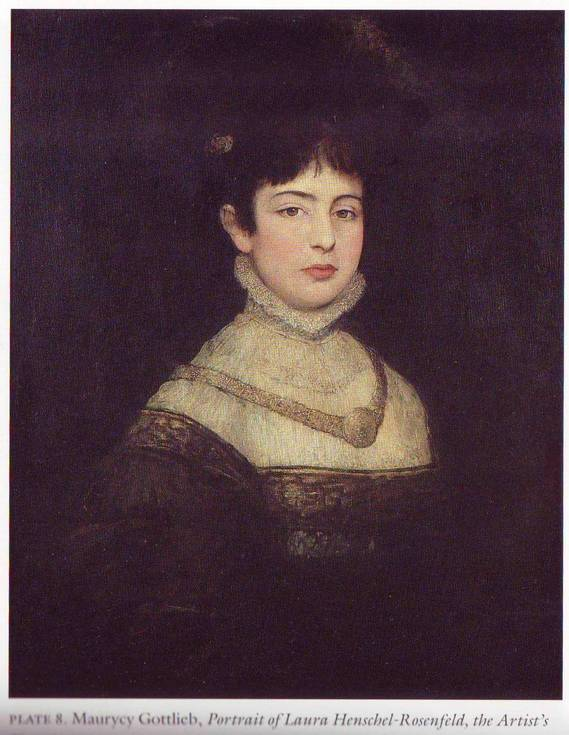
Laura Rosenfeld (* 1857)

- 1851: Hermann Frasch, deutsch-US-amerikanischer Chemiker und Ingenieur
- 1852: Henry Tifft Gage, US-amerikanischer Politiker, Gouverneur von Kalifornien, Botschafter
- 1856: Hans von Bartels, deutscher Maler
- 1857ː Laura Henschel-Rosenfeld, österreichische Erzieherin und Philanthropin, Holocaustopfer
- 1863: Max Ihm, deutscher Altphilologe
- 1863: Charles Pathé, französischer Filmpionier
- 1864: Hermann Baum, deutscher Anatom
- 1866: Friedrich Ackermann, deutscher Politiker, Oberbürgermeister von Stettin, MdL
- 1866: Max Wien, deutscher Physiker
- 1867: Alfred Kerr, deutscher Schriftsteller, Theaterkritiker und Journalist
- 1869: Karl von Collas, deutsch-ungarischer Staatssekretär
- 1870ː Jeanne Schwyzer-Vogel, Schweizer Frauenrechtlerin
- 1872ː Gertrud David, deutsche Frauenrechtlerin, Konsumgenossenschafterin und Filmschaffende
- 1871: Jan Maria Michał Kowalski, polnischer Bischof
- 1872: Naum Aronson, russisch-französischer Bildhauer
- 1872: Helena Rubinstein, US-amerikanische Kosmetikunternehmerin
- 1873: Nina E. Allender, US-amerikanische Künstlerin, Cartoonistin und Bürgerrechtsaktivistin
- 1875: Pierre de Caters, belgischer Automobil- und Motorbootrennfahrer sowie Flugpionier und Unternehmer
- 1875: Theodor Innitzer, österreichischer Erzbischof und Kardinal
- 1876: Muhammad Ali Jinnah, Politiker und Widerstandskämpfer in Britisch-Indien, Staatsgründer von Pakistan

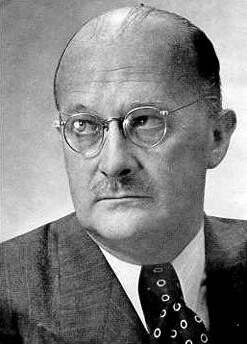
Adolf Windaus (* 1876)

- 1876: Adolf Windaus, deutscher Chemiker und Biochemiker, Nobelpreisträger
- 1877: Emil Adamič, slowenischer Komponist
- 1877: Noël Bas, französischer Turner, Olympiamedaillengewinner
- 1878: Louis Chevrolet, US-amerikanischer Autobauer
- 1879: Igo Etrich, österreichischer Pilot und Flugzeugkonstrukteur
- 1881: John Dill, britischer Feldmarschall
- 1881: Albert Guyot, französischer Unternehmer und Automobilrennfahrer
- 1881: Christian Hülsmeyer, deutscher Erfinder und Unternehmer
- 1883: Anne-Dora Arnold, deutsche Kunst- und Porträtmalerin
- 1883: Samuel Hugo Bergman, deutschsprachiger Philosoph
- 1883: Walter Friedrich, deutscher Biophysiker und Funktionär, Abgeordneter der Volkskammer, Präsident der Akademie der Wissenschaften der DDR
- 1883: Fran Lhotka, kroatischer Komponist
- 1885: Albert Betz, deutscher Physiker und Aerodynamiker, Pionier der Windkrafttechnik
- 1885: Hermann Dieckmann, deutscher Politiker, MdL
- 1885: Maria Kühne, deutsche Widerstandskämpferin
- 1886: Malak Hifnī Nāsif, ägyptische Frauenrechtlerin
- 1886: Kid Ory, US-amerikanischer Musiker
- 1886: Franz Rosenzweig, deutscher Historiker und Philosoph
- 1886: Wilhelm Werner, deutscher Tischler und Kunstsammler
- 1887: Conrad Hilton, US-amerikanischer Hotelier
- 1888: Leivick Halpern, russischer Dichter
- 1888: Bodewin Keitel, deutscher General
- 1889: Hermann Conrad, deutscher Heimatforscher
- 1890: Robert Ripley, US-amerikanischer Comiczeichner und Weltreisender
- 1891: Kenneth Arthur Noel Anderson, britischer General, Gouverneur von Gibraltar
- 1891: Émile Chenard, französischer Automobilrennfahrer
- 1892: Otto Nebel, deutscher Maler, Dichter und Schauspieler
- 1896: Georg Amlung, deutscher Politiker, MdHB
- 1898: Silvio Sganzini, Schweizer Sprachwissenschaftler und Kulturhistoriker

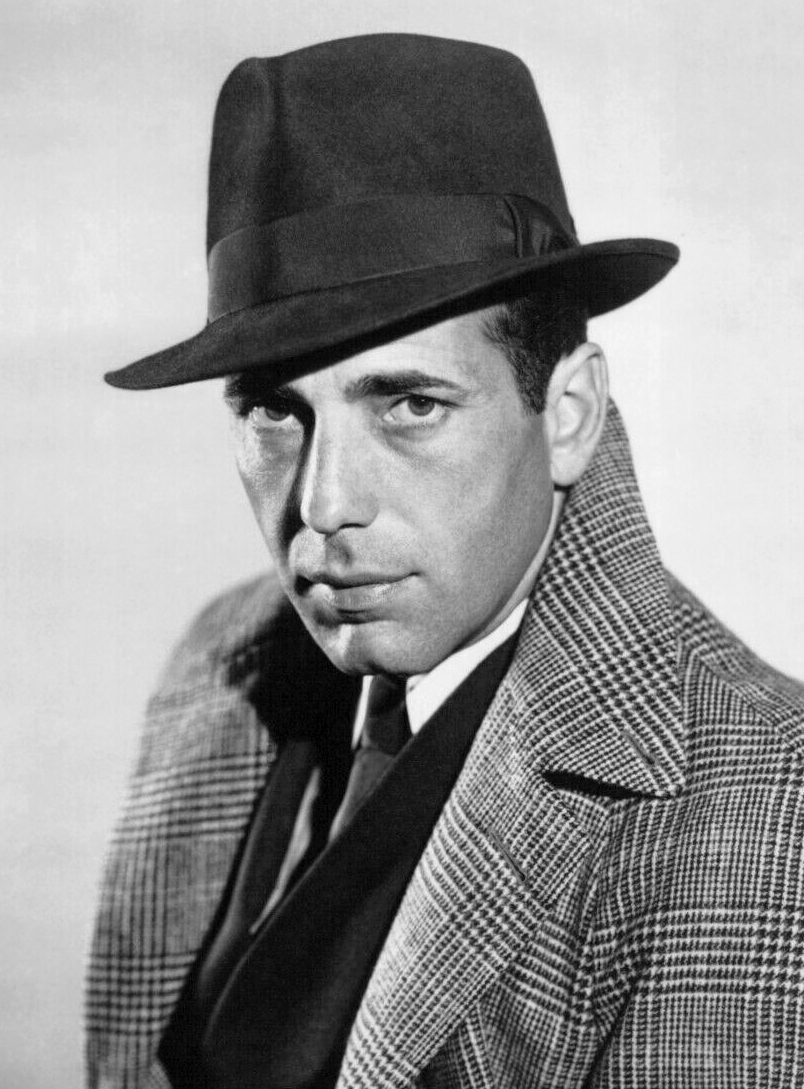
Humphrey Bogart (* 1899)

- 1899: Humphrey Bogart, US-amerikanischer Filmschauspieler
- 1899: Roger Hellot, französischer Automobilrennfahrer
- 1899: Ozaki Kazuo, japanischer Schriftsteller
- 1899: Gerhard Kreyssig, deutscher Politiker, MdB, MdEP
- 1899: Hans-Theodor Schmidt, deutscher SS-Offizier, Adjutant des Lagerkommandanten des KZ Buchenwald, Kriegsverbrecher
- 1900: Jan Filip, tschechischer Prähistoriker
- 1900: Giuseppe Scarpi, italienischer Fußballschiedsrichter
- 1900: Antoni Zygmund, US-amerikanischer Mathematiker

### 20. Jahrhundert

#### 1901–1925
- 1901: Alice, Duchess of Gloucester, britische Adelige
- 1901: Eduard Bargheer, deutscher Maler
- 1901: Milada Horáková, tschechoslowakische Frauenrechtlerin, Politikerin und Widerstandskämpferin, Opfer des Stalinismus
- 1902: Theodor Bongartz, deutscher SS-Angehöriger, Leiter des Krematoriums im KZ Dachau
- 1902: Georg Dertinger, deutscher Politiker, Außenminister der DDR
- 1902: Barton MacLane, US-amerikanischer Schauspieler
- 1902ː Margarete Mrosek, deutsche Widerstandskämpferin, Opfer des Nationalsozialismus
- 1902: Emanuel Punčochář, tschechischer Dirigent und Komponist
- 1902: Tassilo Tröscher, deutscher Politiker, MdL, Landesminister
- 1904: Gerhard Herzberg, deutsch-kanadischer Chemiker und Physiker, Nobelpreisträger
- 1904: Paul Kunze, niederländischer Fechter
- 1905: Anton Ackermann, deutscher Politiker, MdL, Abgeordneter der Volkskammer, Außenminister der DDR
- 1905: Max Aronoff, US-amerikanischer Bratschist und Musikpädagoge
- 1905: Willie „61“ Blackwell, US-amerikanischer Bluesmusiker
- 1905: Sergio Guerri, italienischer Priester und Kurienkardinal
- 1906: Ernst Ruska, deutscher Elektroingenieur und Erfinder, Nobelpreisträger
- 1907: Christiana Abiodun Emmanuel, nigerianische Kirchengründerin und Missionarin
- 1907: Cab Calloway, US-amerikanischer Musiker, Sänger und Songschreiber
- 1907: Andrew Cruickshank, britischer Schauspieler
- 1909: Zora Arkus-Duntov, US-amerikanischer Ingenieur
- 1911: Louise Bourgeois, französische Malerin und Bildhauerin
- 1912: Constantin David, rumänischer Boxer
- 1913: Tony Martin, US-amerikanischer Sänger und Schauspieler
- 1913: Henri Nannen, deutscher Verleger und Publizist
- 1913: Joseph Elias Tawil, syrischer Geistlicher, Bischof von Newton (USA)

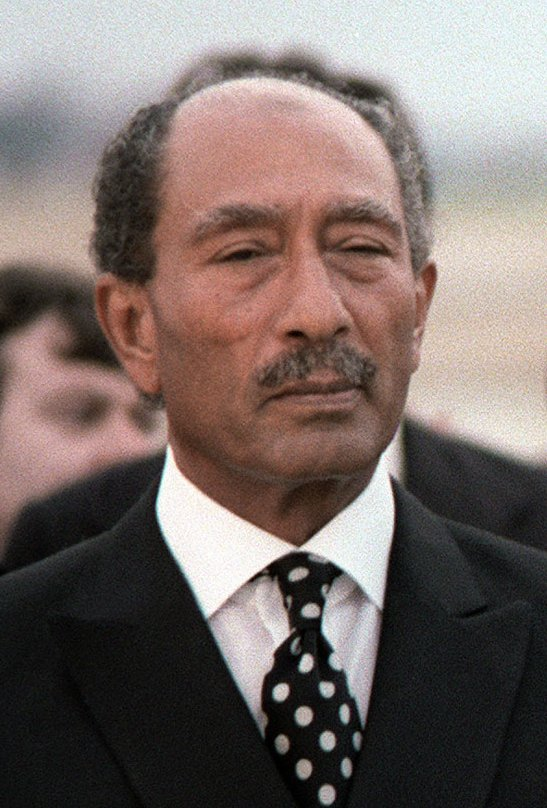
Anwar as-Sadat (* 1918)

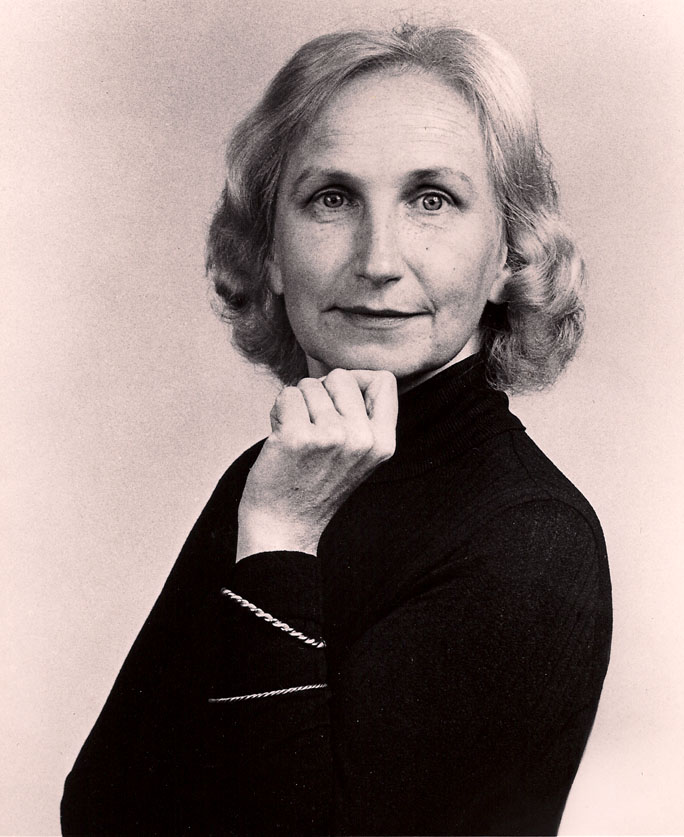
Bethany Beardslee (* 1925)

- 1914: Konrad Georg, deutscher Theater- und Filmschauspieler
- 1915: Per Hækkerup, dänischer Politiker, Minister
- 1916: Ahmed Ben Bella, algerischer Politiker und Unabhängigkeitskämpfer, Staatspräsident
- 1916: Graciela Naranjo, venezolanische Sängerin und Schauspielerin
- 1918: Angelica Garnett, britische Autorin und Künstlerin, Mitglied der Bloomsbury Group
- 1918: Anwar as-Sadat, ägyptischer Offizier und Politiker, Staatspräsident, Nobelpreisträger
- 1920: Ignatius Ghattas, palästinensischer Geistlicher, Bischof von Newton (USA)
- 1921: Walter Than, deutscher Tischtennisspieler
- 1922: Félix Loustau, argentinischer Fußballspieler
- 1923: René Girard, französischer Sprach- und Literaturwissenschaftler
- 1923: José de Jesús Lora, dominikanischer Geiger
- 1923: Franz-Günter Roth, Brigadegeneral des Heeres der Bundeswehr
- 1923: Noël Vandernotte, französischer Steuermann, Olympiamedaillengewinner
- 1924: Alexander Loulakis, deutscher Unternehmer, Mäzen und Sammler
- 1924: Atal Bihari Vajpayee, indischer Politiker, Premierminister
- 1924: Moktar Ould Daddah, mauretanischer Politiker, Staatspräsident
- 1924: Rod Serling, US-amerikanischer Drehbuchautor und Produzent
- 1925ː Bethany Beardslee, US-amerikanische Opernsängerin
- 1925: Carlos Castaneda, peruanisch-US-amerikanischer Anthropologe und Schriftsteller
- 1925: Jürgen Roland, deutscher Regisseur und Drehbuchautor
- 1925: Ossi Reichert, deutsche Skirennläuferin, Olympiasiegerin

#### 1926–1950
- 1926: Réjane Cardinal, kanadische Sängerin
- 1927: Ernie Andrews, US-amerikanischer Blues- und Jazzsänger
- 1927: Rudi Georgi, deutscher Politiker und Wirtschaftsfunktionär, Minister in der DDR, Mitglied des ZK der SED
- 1927: Gerhard Holtz-Baumert, deutscher Schriftsteller
- 1927: Alan King, US-amerikanischer Schauspieler
- 1927: Ram Narayan, indischer Sarangispieler
- 1928: Christian Geissler, deutscher Schriftsteller
- 1928: Pepe Jara, mexikanischer Sänger
- 1928: Heinrich Poos, deutscher Komponist
- 1929: Jerzy Antczak, polnischer Filmregisseur
- 1929: Franz Happernagl, deutscher Sprinter
- 1929: Régine, französische Chansonsängerin
- 1930: Mike Agassi, persischer Boxer
- 1930: Reinhold Portisch, österreichischer Komponist, Musikpädagoge und Musikmanager
- 1930: Gotthart Wunberg, deutscher Germanist, Literaturhistoriker und Kulturwissenschaftler
- 1931: Konrad Löw, deutscher Jurist und Politologe
- 1932: Jun Etō, japanischer Literaturkritiker
- 1933: Joachim Meisner, deutscher Priester, Bischof von Berlin, Erzbischof von Köln und Kardinal
- 1933: Walter Oberste, deutscher Sprinter
- 1934: John Ashley, US-amerikanischer Schauspieler und Sänger
- 1934: Giancarlo Baghetti, italienischer Automobilrennfahrer
- 1934: Robert Martinez, US-amerikanischer Politiker, Gouverneur von Florida
- 1934: Nelson Nieves, venezolanischer Fechter
- 1934: Peter Weidenbach, deutscher Forstmann
- 1935: Sadiq al-Mahdi, sudanesischer Politiker, Ministerpräsident
- 1935: Jonathan Beckwith, US-amerikanischer Biochemiker, Mikrobiologe und Genetiker
- 1935: Albín Brunovský, slowakischer Grafiker und Maler
- 1935: Christa Hoffmann-Warns, deutsche Handballspielerin
- 1935: Susana Rinaldi, argentinische Schauspielerin und Sängerin
- 1935: Remei Margarit i Tayà, katalanisch-spanische Singer-Songwriterin, Erzählerin und Journalistin
- 1935: Kazumi Watanabe, japanischer Leichtathlet
- 1936: Jo de Haan, niederländischer Radrennfahrer
- 1936: Ismail Merchant, indisch-britischer Filmproduzent
- 1936: Alexandra Ogilvy, britische Prinzessin
- 1936: Christel Schulze, deutsche Sängerin
- 1936: Aykut Ünyazıcı, türkischer Fußballspieler
- 1937: Maung Aye, myanmarischer Offizier und Politiker
- 1937: Jan Peter Beckmann, deutscher Philosoph
- 1937: Ernst Röhl, deutscher Satiriker und Kabarettist
- 1938: Ivonne Haza, dominikanische Sopranistin
- 1938: Günter Mäder, deutscher Fußballspieler
- 1938: Jens Winther, dänischer Automobilrennfahrer
- 1939: Tarek Abu Al Dahab, libanesischer Radrennfahrer
- 1939: Royce D. Applegate, US-amerikanischer Schauspieler
- 1939: Don Alias, US-amerikanischer Jazzmusiker
- 1939: Bob James, US-amerikanischer Komponist und Musiker
- 1939: Tununa Mercado, argentinische Schriftstellerin und Journalistin
- 1940: Ute Erb, deutsche Schriftstellerin, Lyrikerin und Übersetzerin
- 1940: Wolfgang Stürner, deutscher Historiker
- 1941: Don Pullen, US-amerikanischer Jazzpianist
- 1941: Lex Hixon, US-amerikanischer Poet und spiritueller Lehrer
- 1941: Guido Reybrouck, belgischer Radrennfahrer
- 1942: Nobel Alfonso, dominikanischer Publizist, Rundfunk- und fernsehsprecher, -produzent und -leiter
- 1942: Noël del Bello, französischer Automobilrennfahrer und Rennstallbesitzer
- 1942: Barry Goldberg, US-amerikanischer Bluesmusiker
- 1942: Enrique Morente, spanischer Flamencosänger und Komponist
- 1943: Bill Bowrey, australischer Tennisspieler
- 1943: Hans-Peter Greiner, deutscher Jurist, Richter am Bundesgerichtshof
- 1943: Trevor Lucas, australischer Folk-Sänger und -Gitarrist
- 1943: Hanna Schygulla, deutsche Schauspielerin
- 1944: Ezio Damolin, italienischer Skispringer und Nordischer Kombinierer
- 1944: Kenny Everett, britischer Radio-DJ und TV-Entertainer
- 1944: Jairzinho, brasilianischer Fußballspieler und -trainer
- 1944: Henry Vestine, US-amerikanischer Gitarrist
- 1945: Nicolas Antiba, syrischer Erzbischof
- 1945: Rick Berman, US-amerikanischer Filmproduzent
- 1945: Michail Jurowski, russischer Dirigent
- 1945: Noel Redding, britischer Musiker, Sänger und Songschreiber
- 1945: Héctor Ruiz, mexikanisch-US-amerikanischer Manager
- 1945: Ken Stabler, US-amerikanischer American-Football-Spieler
- 1946: Jimmy Buffett, US-amerikanischer Sänger und Songschreiber
- 1946: Tina Rainford, deutsche Schlagersängerin
- 1946: Reinhard Rauball, deutscher Politiker, Rechtsanwalt und Fußballfunktionär
- 1947: Jozias van Aartsen, niederländischer Politiker
- 1947: Antje Blumenthal, deutsche Politikerin, MdHB, MdB
- 1948: Christiane Loizides, deutsche Juristin
- 1948: Noël Mamère, französischer Politiker, MdEP
- 1948: Barbara Mandrell, US-amerikanische Country-Sängerin
- 1949: Uwe Häntsch, deutscher Grafiker und Illustrator
- 1949: Bernhard Hemmerle, deutscher Kirchenmusiker und Komponist
- 1949: Sissy Spacek, US-amerikanische Schauspielerin
- 1949: Joe Louis Walker, US-amerikanischer Blues-Gitarrist
- 1950: Karl Rove, US-amerikanischer Politiker und Parteistratege

#### 1951–1975
- 1951: Herluf Andersen, dänischer Bogenschütze
- 1952: Christine Lehder, deutsche Politikerin, MdB
- 1952: Desireless, französische Sängerin
- 1953: Jürgen Röber, deutscher Fußballspieler und -trainer

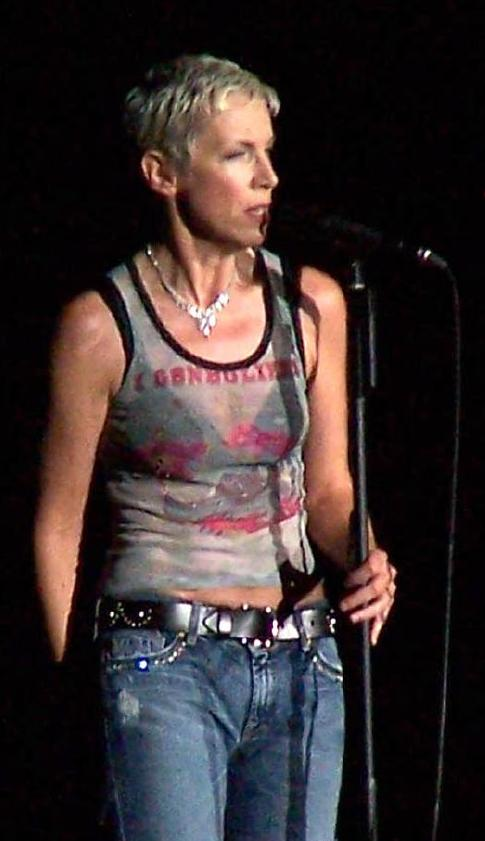
Annie Lennox (* 1954)

- 1954: Annie Lennox, britische Sängerin und Songschreiberin
- 1954: Steve Wariner, US-amerikanischer Country-Musiker und Songwriter
- 1955: Ingrid Schmidt, deutsche Juristin, Präsidentin des Bundesarbeitsgerichts
- 1956: Stefan Grüttner, deutscher Politiker, MdL, Landesminister
- 1957: Pavel Fajt, tschechischer Jazz- und Rockschlagzeuger
- 1957: Shane MacGowan, irischer Musiker
- 1957: Dugarsürengiin Ojuunbold, mongolischer Ringer, Olympiamedaillengewinner
- 1957: Douglas Wolfsperger, deutscher Regisseur
- 1958: Dimi Mint Abba, mauretanische Musikerin
- 1958: Alannah Myles, kanadische Sängerin und Schauspielerin
- 1958: Alexander zu Schaumburg-Lippe, deutscher Unternehmer sowie Land- und Forstwirt
- 1958: Alexandra Attalides, zypriotische Politikerin
- 1959: Michael Philip Anderson, US-amerikanischer Astronaut
- 1959: Eirik Kvalfoss, norwegischer Biathlet
- 1961: Eva Herzog, Schweizer Historikerin, Kulturmanagerin und Politikerin, Regierungsrätin
- 1961: Íngrid Betancourt, kolumbianische Politikerin, Entführungsopfer
- 1961: Arthur Qwak, französischer Comiczeichner und Regisseur
- 1961: Stefan Ruzowitzky, österreichischer Filmregisseur
- 1962: Francis Dunnery, britischer Musiker, Sänger und Songschreiber
- 1962: Fennesz, österreichischer Musiker
- 1962: Martin Haas, deutscher Journalist und Fernsehmoderator
- 1962: Arnold Jonke, österreichischer Ruderer
- 1964: Devon Harris, jamaikanischer Bobfahrer
- 1965: Olivier Dupard, französischer Automobilrennfahrer
- 1965: Reto Götschi, Schweizer Bobfahrer
- 1966: Toshihiro Arai, japanischer Rallyefahrer
- 1966: Mianne Bagger, dänische Golferin
- 1966: Sandra Schumacher, deutsche Radrennfahrerin
- 1966: Britta Unsleber, deutsche Fußballspielerin
- 1967: Yasmin Fahimi, deutsche Gewerkschafterin
- 1967: Pawlo Klimkin, ukrainischer Diplomat und Politiker, Minister
- 1967: Jason Thirsk, US-amerikanischer Bassist (Pennywise)
- 1967: Hansy Vogt, deutscher Fernsehmoderator, Sänger und Entertainer
- 1967: Christa Wiese, deutsche Leichtathletin
- 1968: Helena Christensen, dänisches Topmodel

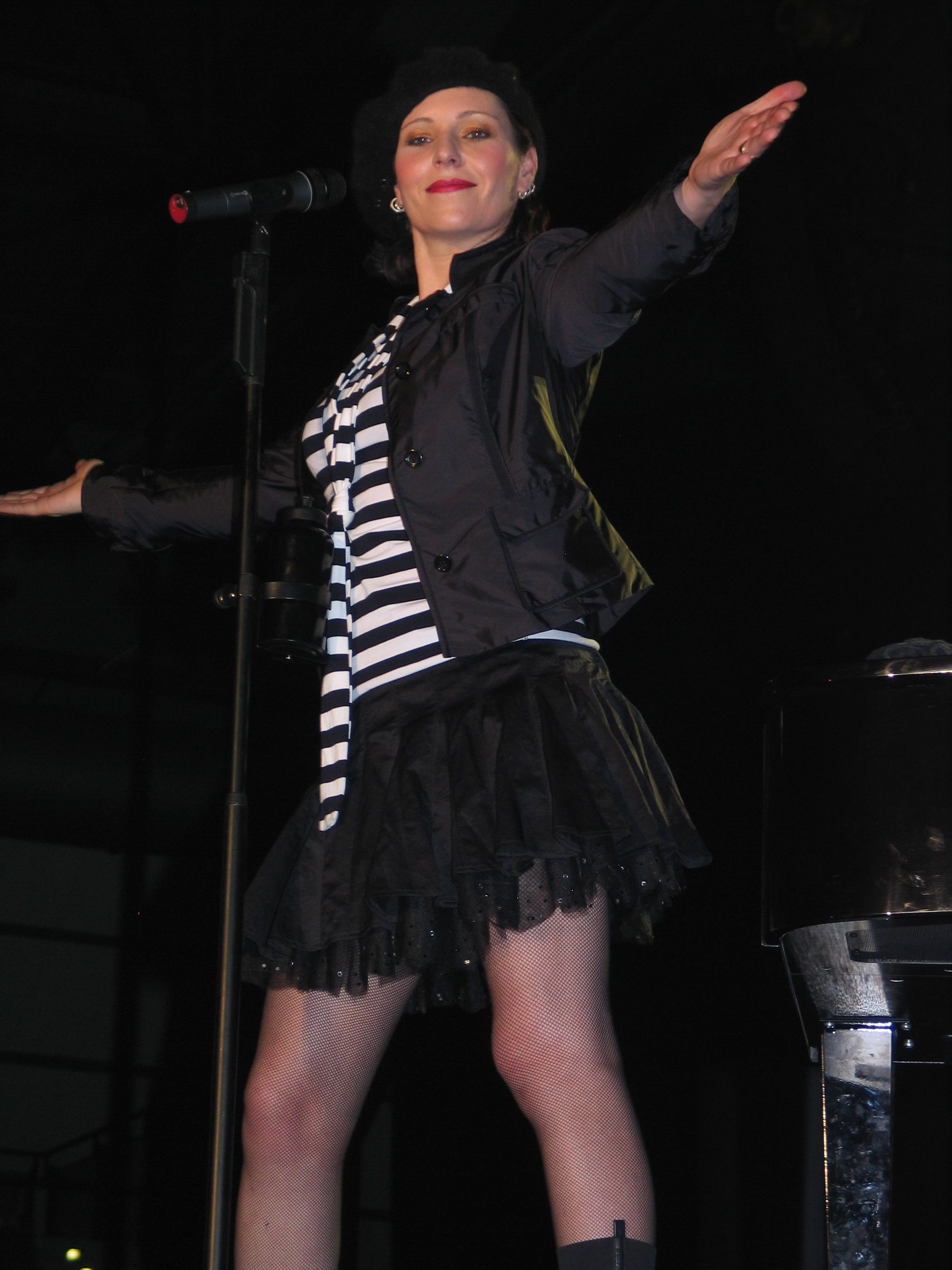
AnNa R. (* 1969)

- 1969: AnNa R., deutsche Sängerin (Rosenstolz)
- 1969: Jörn Knebel, deutscher Schauspieler
- 1969: Hinke Osinga, niederländische Mathematikerin
- 1970: Chioma Ajunwa, nigerianische Leichtathletin, Olympiasiegerin
- 1970: Emmanuel Amuneke, nigerianischer Fußballspieler
- 1970: Stu Barnes, kanadischer Eishockeyspieler
- 1970: Issa Hassan, kurdischer Musiker und Komponist
- 1970: Christian Riesen, Schweizer Buchautor
- 1970: Martin Weis, deutscher Leichtgewichtsruderer
- 1971: Dido, britische Popsängerin
- 1971: Simone Angel, niederländische Fernsehmoderatorin und Sängerin
- 1971: Besnik Hasi, albanischer Fußballspieler
- 1971: Justin Trudeau, kanadischer Politiker, Premierminister
- 1972: Josh Freese, US-amerikanischer Schlagzeuger
- 1972: Sophie Heathcote, australische Schauspielerin
- 1972: Sabine Kuegler, deutsche Autorin
- 1972: Qu Yunxia, chinesische Leichtathletin
- 1973: Nova Meierhenrich, deutsche Moderatorin und Schauspielerin
- 1974: Christina Scott, britische Beamtin und Diplomatin
- 1975: Johan Hellsten, schwedischer Schachgroßmeister
- 1975: Toben Sutherland, kanadischer Freestyle-Skier

#### 1976–2000
- 1976: Armin van Buuren, niederländischer Trance-DJ und -Produzent
- 1976: Tuomas Holopainen, finnischer Keyboarder und Songwriter (Nightwish)
- 1977: Uhm Ji-won, südkoreanische Schauspielerin
- 1977ː Liad Hussein Kantorowicz, Performancekünstlerin und Aktivistin für Sexarbeitende
- 1977: Priya Anjali Rai, US-amerikanische Pornodarstellerin und Schauspielerin indischer Herkunft
- 1977: Ali Tandoğan, türkischer Fußballspieler
- 1977: Israel Vázquez, mexikanischer Boxer
- 1978: Jasmin Gerat, deutsche Schauspielerin
- 1978: Paula Seling, rumänische Sängerin
- 1978: Irina Wladimirowna Sinezkaja, russische Boxerin
- 1978: Jeremy Strong, US-amerikanischer Schauspieler
- 1979: Ferman Akgül, türkischer Songwriter und Sänger
- 1979: Laurent Bonnart, französischer Fußballspieler
- 1979: Robert Huff, britischer Automobilrennfahrer
- 1980: Joanna Angel, US-amerikanische Pornodarstellerin und -produzentin
- 1980: Blaženko Lacković, kroatischer Handballspieler
- 1980: Carlos Mendes, US-amerikanischer Fußballspieler
- 1980: Marcus Trufant, US-amerikanischer American-Football-Spieler
- 1981: David Andersson, schwedischer Orientierungs- und Ski-Orientierungsläufer
- 1981: Christian Holst, färöischer Fußballspieler
- 1981: Paolo Lorenzi, italienischer Tennisspieler
- 1981: Mario Alberto Santana, argentinischer Fußballspieler
- 1982: Rob Edwards, walisischer Fußballspieler
- 1982: Marijn Simons, niederländischer Violinist, Dirigent und Komponist
- 1984: Locô, angolanischer Fußballspieler
- 1984: Miloš Ninković, serbischer Fußballspieler
- 1984: Hal Scardino, US-amerikanischer Schauspieler
- 1985: Fabian Hergesell, deutscher Fußballspieler
- 1985: Lukas Klapfer, österreichischer Nordischer Kombinierer, Olympiamedaillengewinner
- 1985: Martin Mathathi, kenianischer Läufer
- 1985: Mike Tullberg, dänischer Fußballspieler
- 1985: Perdita Weeks, britische Schauspielerin
- 1986: Alfred Arthur, ghanaischer Fußballspieler
- 1986: Katharina Häcker, deutsche Eiskunstläuferin
- 1986: Alex Hepburn, britische Sängerin und Songwriterin
- 1987: Jorgie Porter, britische Schauspielerin
- 1987: Ma Qinghua, chinesischer Automobilrennfahrer
- 1987: Demaryius Thomas, US-amerikanischer American-Football-Spieler
- 1988: Dele Adeleye, nigerianischer Fußballspieler
- 1988: Michael Blum, deutscher Fußballspieler
- 1988: Eric Gordon, US-amerikanischer Basketballspieler
- 1989: Leonie Rainer, deutsche Schauspielerin
- 1990: Ramona Bachmann, Schweizer Fußballspielerin
- 1990: Moreno Moser, italienischer Radrennfahrer
- 1990: Marie Luise Stahl, deutsche Schauspielerin
- 1991: He Cuilian, chinesische Sportkletterin
- 1991: Gaite Jansen, niederländische Schauspielerin
- 1992: Connor De Phillippi, US-amerikanischer Automobilrennfahrer
- 1992: Ogenyi Onazi, nigerianischer Fußballspieler
- 1995: Lena Klenke, deutsche Schauspielerin
- 1996: David Atanga, ghanaischer Fußballspieler
- 1996: Mathlynn Sasser, marshallische Gewichtheberin
- 2000: Emanuel Aiwu, österreichisch-nigerianischer Fußballspieler

### 21. Jahrhundert
- 2004: Laila Padotzke, deutsche Schauspielerin
- 2005: Oleksij Sereda, ukrainischer Wasserspringer

## Gestorben

### Vor dem 16. Jahrhundert
- 0317 v. Chr.: Philipp III. Arrhidaios, König von Makedonien
- 0604: Bertoald, fränkischer Adliger, Hausmeier von Burgund
- 0795: Hadrian I., Papst
- 0820: Leo V., byzantinischer General und Kaiser
- 1046: Eberhard I., Bischof von Konstanz
- 1147: Guido II., Graf von Ponthieu
- 1156: Petrus Venerabilis, französischer Geistlicher und Theologe, Abt von Cluny, Klosterreformer
- 1175: Seisyll ap Dyfnwal, walisischer Lord von Gwent Uwch-Coed
- 1191: Reginald fitz Jocelin, englischer Prälat
- 1213: Muhammad an-Nasir, Kalif der Almohaden
- 1229: Hermann II., Landesherr zur Lippe
- 1231: Folquet de Marselha, französischer Trobador, Abt von Thoronet, Bischof von Toulouse
- 1294: Mestwin II., Fürst und Herzog von Ostpommern
- 1305: Verde di Salizzole, italienische Adelige
- 1306: Jacopone da Todi, italienischer Lyriker
- 1322: Friedrich II., Graf von Rietberg
- 1348: Chungmok Wang, 29. König des koreanischen Goryeo-Reiches
- 1359: Beatrix von Bayern, Königin von Schweden
- 1361: Agnes von Glogau, Herzogin von Glogau und Niederbayern
- 1406: Heinrich III., König von Kastilien und León
- 1425: Nikolaus Seyringer, Benediktiner und Mystiker, Rektor der Universität Wien

### 16. bis 18. Jahrhundert
- 1513: Johann Amerbach, Schweizer Drucker und Verleger
- 1519: Adam Schönwetter von Heimbach, deutscher Jurist
- 1519: Rudolf von Langen, Domkanoniker in Münster und Frühhumanist
- 1552: Johannes Marcellus, deutscher Philologe und Poet
- 1553: Pedro de Valdivia, spanischer Konquistador und Gründer von Santiago de Chile
- 1555: Pietro Francesco Contarini, Patriarch von Venedig
- 1586: Rudolf Gwalther, Zürcher reformierter Theologe und Reformator
- 1605: Marino Grimani, 89. Doge von Venedig
- 1614: Konoe Nobutada, japanischer Kalligraph und Regent
- 1623: Lucio Sanseverino, Kardinal der Römischen Kirche und Erzbischof von Salerno
- 1627: Vincenzo II. Gonzaga, Herzog von Mantua
- 1631: Johann Avenarius II., deutscher Rechtswissenschaftler
- 1634: Walter Butler, Oberst im Heer Wallensteins
- 1634: Lettice Knollys, Hofdame der englischen Königin Elisabeth I.
- 1635: Samuel de Champlain, französischer Forschungsreisender und Kolonisator
- 1639: Johann Christian, Herzog von Brieg, Liegnitz, Wohlau und Ohlau
- 1648: Claudia de’ Medici, Erzherzogin von Österreich und Landesfürstin von Tirol
- 1654: Anton Matthäus jun., deutscher Rechtswissenschaftler
- 1655: Friedrich Runge, erster brandenburgischer Kanzler in Hinterpommern
- 1659: Johann Georg Dorsche, deutscher Theologe
- 1669: Giovanni Andrea De Ferrari, italienischer Maler
- 1669: Georg Wilhelm von Pfalz-Zweibrücken-Birkenfeld, Pfalzgraf und Herzog von Zweibrücken-Birkenfeld
- 1676: William Cavendish, 1. Duke of Newcastle, englischer General und Politiker
- 1676: Matthew Hale, englischer Rechtsgelehrter und Staatsmann
- 1683: Kara Mustafa Pascha, Großwesir im Osmanischen Reich
- 1695: Gottlieb Amadeus von Windisch-Graetz, kaiserlich-habsburgischer Diplomat und Reichsvizekanzler
- 1705: Franz Daiser, Teilnehmer am Bayerischen Volksaufstand und Opfer der Sendlinger Mordweihnacht
- 1718: Franz Arnold von Wolff-Metternich zur Gracht, Fürstbischof von Paderborn und Münster
- 1718: Franz Joseph Feuchtmayer, deutscher Bildhauer und Stuckateur
- 1719: Benedetto Vinaccesi, italienischer Komponist und Organist
- 1724: Franz Konrad von Reinach, Ritter des Deutschen Ordens
- 1724: William Trent, schottischer Kolonist und Sklavenhändler in New Jersey
- 1727: Sarah Kemble Knight, Unternehmerin und Tagebuchschreiberin in Neuengland
- 1728: Johann Theodor Richterich, Bürgermeister der Reichsstadt Aachen
- 1729: Christiane Charlotte von Württemberg-Winnental, Markgräfin und Regentin des Fürstentums Ansbach
- 1750: Friedrich Wilhelm Weidemann, preußischer Hofmaler
- 1753: Augustin Buddeus, deutscher Mediziner
- 1761: Dorothea von Schleswig-Holstein-Sonderburg-Beck, Markgräfin von Brandenburg-Bayreuth
- 1763: Suraj Mal, Maharaja von Bharatpur
- 1786: Christoph Sonnleithner, österreichischer Jurist und Komponist
- 1790ː Maria Teresa Cybo-Malaspina, Herzogin von Massa und Carrara
- 1790: Johann Gottfried Heinitz, deutscher Pädagoge und Kirchenlieddichter
- 1791: Claus Fasting, norwegischer Redakteur und Kritiker

### 19. Jahrhundert
- 1811: Joseph Antoine Morio, französischer Offizier und Kriegsminister des Königreichs Westphalen

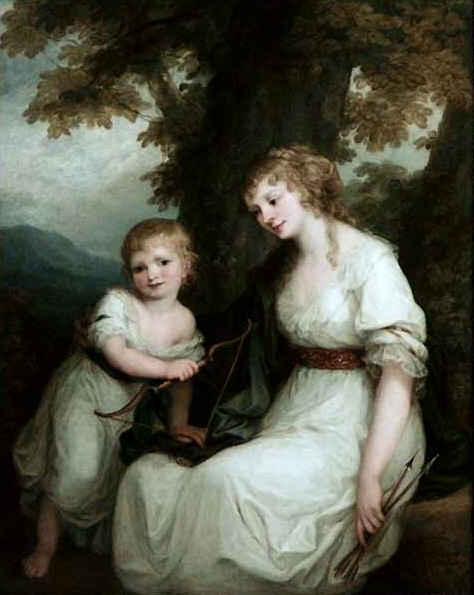
Juliane von Krüdener († 1824)

- 1824ː Juliane von Krüdener, deutsch-baltische Adelige und pietistische Schriftstellerin
- 1832: Daniel Heinrich Delius, preußischer Regierungspräsident
- 1834: David Friedländer, deutscher Fabrikant und Autor
- 1835: Friedrich Vieweg, deutscher Verleger
- 1837: Alexandre Balthazar Laurent Grimod de la Reynière, französischer Gastrosoph
- 1842: Friedrich Dionys Weber, böhmischer Komponist und Musikpädagoge
- 1845: Wilhelm Friedrich Ernst Bach, deutscher Komponist
- 1849: Ernst Konstantin, paragierter Landgraf von Hessen-Philippsthal
- 1851: Abraham Constantin Mouradgea d’Ohsson, französisch-armenischer Mongolist
- 1853: Joseph von Radowitz, preußischer General und Diplomat
- 1857: Joseph von Auffenberg, deutscher Dramatiker und Dichter
- 1861: Jakob Josef Eeckhout, belgischer Maler und Lithograf
- 1862: Adolph Kullak, deutscher Pianist und Musikschriftsteller
- 1867: Toni Adamberger, österreichische Schauspielerin
- 1867: Jakob Ganz, Schweizer Prediger und Autor
- 1870: Eduard Jakob Wedekin, deutscher Bischof von Hildesheim und Administrator von Osnabrück
- 1871: Friedrich Jäger von Jaxtthal, österreichischer Augenarzt
- 1875: Young Tom Morris, britischer Golfspieler
- 1880: Fridolin Anderwert, Schweizer Jurist und Politiker, Nationalrat, Bundesrichter, Bundesrat
- 1882: Bernhard Afinger, deutscher Bildhauer
- 1885: Eugène Emmanuel Amaury-Duval, französischer Maler
- 1892: Nikolai Wladimirowitsch Adlerberg, russischer Graf, Staatsrat, Hofkammerherr, Gouverneur von Taganrog, Simferopol und Verwalter von Finnland
- 1893: Benjamin T. Biggs, US-amerikanischer Politiker, Gouverneur von Delaware, Mitglied des Repräsentantenhauses

### 20. Jahrhundert

#### 1901–1950
- 1910: Richard Bartmuß, deutscher Komponist
- 1914: Pierre-Firmin Capmartin, französischer Geistlicher und römisch-katholischer Bischof von Oran
- 1914: Gustav Coppel, deutscher Stahlwaren- und Waffenfabrikant
- 1914: Bernhard Stavenhagen, deutscher Komponist
- 1916: Wilhelmine von Hillern, deutsche Schriftstellerin
- 1919: Udo Steinberg, deutscher Ingenieur, Sportler und Sportfunktionär
- 1921: Hans Huber, Schweizer Komponist, Pianist und Musikpädagoge
- 1921: Wladimir Galaktionowitsch Korolenko, russisch-ukrainischer Schriftsteller
- 1923: Jean-Philippe Dardier, französisch-schweizerischer Evangelist
- 1925: Karl Abraham, deutscher Neurologe und Psychiater

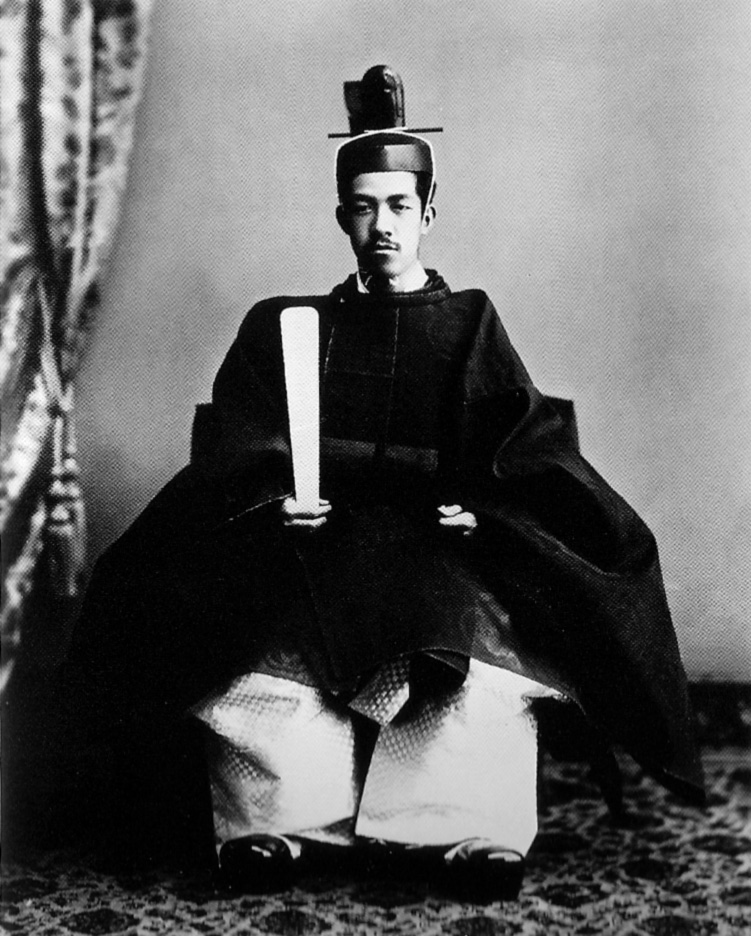
Yoshihito († 1926)

- 1926: Yoshihito, japanischer Kaiser
- 1927: Otto Krug, deutscher Lebensmittelchemiker
- 1928: Theodor von Frimmel, österreichischer Kunsthistoriker und Musikwissenschaftler
- 1928: Osanai Kaoru, japanischer Dramatiker, Übersetzer und Theaterdirektor
- 1930: Harvey Worthington Loomis, US-amerikanischer Komponist
- 1932: Oscar Seifert, deutscher Schausteller, Händler und Stadtoriginal
- 1934: Max Grube, deutscher Schauspieler, Theaterleiter und Schriftsteller
- 1935: Paul Bourget, französischer Schriftsteller
- 1936: Pierre Maurice, Schweizer Komponist
- 1937: Newton Diehl Baker junior, US-amerikanischer Politiker, Kriegsminister
- 1938: Karel Čapek, tschechischer Schriftsteller
- 1938: Theodor Fischer, deutscher Architekt und Stadtplaner
- 1940: Agnes Ayres, US-amerikanische Schauspielerin
- 1940: Friedrich von Zitzewitz, deutscher Verwaltungsbeamter
- 1942: Vojislav Vučković, serbischer Komponist
- 1945: Albert Hahl, deutscher Kolonialbeamter, Gouverneur von Deutsch-Neuguinea
- 1947: Otto Falckenberg, deutscher Theaterregisseur
- 1948: Carl Abrahamsson, schwedischer Eishockeyspieler, Olympiamedaillengewinner
- 1950: Rudolf Schwander, deutscher Politiker und Sozialreformer, MdL, Staatssekretär, Oberpräsident von Hessen-Nassau
- 1950: Leopold Stocker, österreichischer Verleger

#### 1951–1975
- 1952: Herman Sörgel, deutscher Architekt
- 1953: Georg Anschütz, deutscher Psychologe
- 1954: Johnny Ace, US-amerikanischer Sänger und Songschreiber
- 1954: Rosario Scalero, italienischer Violinist, Musikpädagoge und Komponist
- 1956: Robert Walser, Schweizer Schriftsteller
- 1957: Käthe Dorsch, deutsche Schauspielerin
- 1959: Zoltán Blum, ungarischer Fußballspieler und -trainer
- 1961: Anton Flettner, deutscher Ingenieur und Wissenschaftler
- 1962: Warren Robinson Austin, US-amerikanischer Diplomat und Politiker
- 1962ː Charlotte von Caemmerer, deutsche Autorin, Krankenschwester und Frauenrechtlerin
- 1963: Kazys Viktoras Banaitis, litauischer Komponist
- 1963: Heiner Fleischmann, deutscher Motorradrennfahrer
- 1968: Phra Chenduriyang (Piti Wathayakon), thailändischer Komponist
- 1969: Theodor Dombart, deutscher Architekt, Hochschullehrer und Heimatforscher
- 1970: Peter Brüning, deutscher Maler und Bildhauer
- 1970: Robert Lejeune, Schweizer evangelischer Geistlicher
- 1971: George William Andrews, US-amerikanischer Politiker, Mitglied des Repräsentantenhauses
- 1973: Lawrence Benjamin Brown, US-amerikanischer Pianist und Arrangeur
- 1973: İsmet İnönü, türkischer Offizier und Politiker, Ministerpräsident, Staatspräsident

#### 1976–2000
- 1976: Günther Arndt, deutscher Chorleiter und Produzent

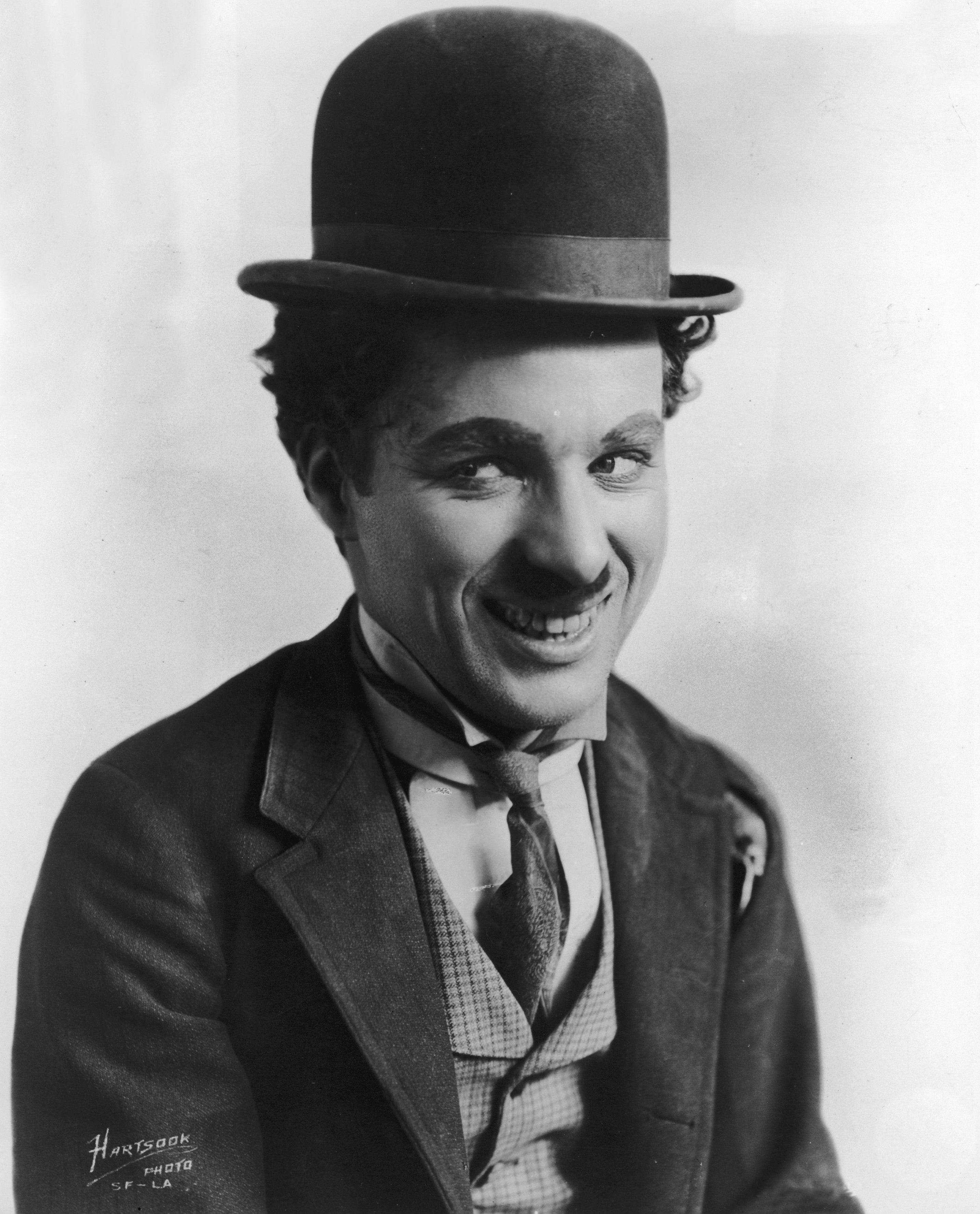
Charlie Chaplin († 1977)

- 1977: Charlie Chaplin, britischer Komiker, Schauspieler, Regisseur, Komponist und Produzent
- 1977: Eguchi Takaya, japanischer Tänzer
- 1977: Ahmad Mogharebi, iranischer General und KGB-Spion
- 1977: József Reményi, ungarischer Bildhauer und Medailleur
- 1978: Alfred Wickenburg, österreichischer Maler und Grafiker
- 1979: Joan Blondell, US-amerikanische Schauspielerin
- 1979: Maurice Rieder, Schweizer Ruderer
- 1980: Louis Neefs, belgischer Sänger und Moderator
- 1981: Heinrich Welker, deutscher Physiker
- 1982: Walt Ader, US-amerikanischer Automobilrennfahrer
- 1983: Joan Miró, spanischer Künstler
- 1985: Franz Marx, deutscher Politiker und Widerstandskämpfer, MdL, MdB
- 1985: Jacques Monod, französischer Schauspieler
- 1986: Omraam Mikael Ajwanow, bulgarischer spiritueller Meister
- 1986: Friedrich von Ledebur, österreichischer Filmschauspieler
- 1987: Anthony J. Armentano, US-amerikanischer Jurist und Politiker
- 1988: Jewgeni Golubew, russischer Komponist
- 1988: Denis Matthews, britischer Pianist, Musikpädagoge und -wissenschaftler
- 1988: Ōoka Shōhei, japanischer Schriftsteller
- 1989: Alfred Bohl, deutscher Schauspieler und Synchronsprecher
- 1989: Elena Ceaușescu, rumänische Politikerin, Ehefrau von Nicolae Ceaușescu
- 1989: Nicolae Ceaușescu, rumänischer Politiker, Staatspräsident und Diktator
- 1989: Jean-Étienne Marie, französischer Komponist
- 1990: John Stuart Anderson, britischer Chemiker
- 1991: Curt Bois, deutscher Schauspieler
- 1992: Dieter von Andrian, deutscher Grafiker
- 1992: Heinz Seelig, israelischer Maler und Innenarchitekt deutscher Herkunft
- 1993: Blandine Ebinger, deutsche Sängerin und Schauspielerin
- 1995: Ferdinand Eckhardt, österreichischer Kunsthistoriker
- 1995: Annelies Kammenhuber, deutsche Hethitologin
- 1995: Emmanuel Levinas, litauisch-französischer Philosoph
- 1995: Marijan Lipovšek, slowenischer Komponist
- 1995: Dean Martin, US-amerikanischer Sänger, Schauspieler und Entertainer
- 1996: Bill Osmanski, US-amerikanischer American-Football-Spieler und Zahnarzt
- 1996: August Wenzinger, Schweizer Cellist und Gambist, Musikpädagoge und Dirigent
- 1997: Petras Aleksandravičius, litauischer Bildhauer
- 1997: Anatoli Nikolajewitsch Bukrejew, kasachischer Extrembergsteiger
- 1997: Myriam Marbe, rumänische Pianistin und Komponistin
- 1997: Nakamura Shin’ichirō, japanischer Schriftsteller
- 1997: Giorgio Strehler, italienischer Theaterregisseur
- 1998: Katharina Brauren, deutsche Schauspielerin
- 1999: Jerzy Tchórzewski, polnischer Maler, Grafiker und Kunstpädagoge

### 21. Jahrhundert
- 2000: Willard Van Orman Quine, US-amerikanischer Philosoph und Logiker
- 2000: Peter W. Staub, Schweizer Schauspieler
- 2001: Werner Achmann, deutscher Szenenbildner und Filmausstatter
- 2001: Alfred A. Tomatis, französischer Arzt und Akademiker
- 2002: Gabriel Almond, US-amerikanischer Politologe
- 2002: Wilhelm Willms, deutscher Schriftsteller
- 2003: Nicholas Mavroules, US-amerikanischer Politiker
- 2004: Gennadi Michailowitsch Strekalow, russischer Kosmonaut
- 2005: Felice Andreasi, italienischer Schauspieler
- 2005: Mikuláš Athanasov, tschechoslowakischer Ringer
- 2005: Derek Bailey, britischer Gitarrist und Improvisationskünstler
- 2005: Birgit Nilsson, schwedische Opernsängerin

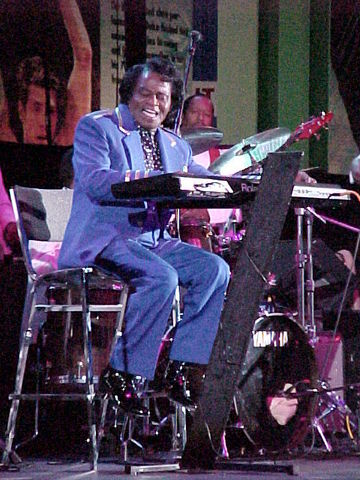
James Brown († 2006)

- 2006: James Brown, US-amerikanischer Soul-Sänger
- 2007: Juan Alfredo Arzube Jaramillo, Weihbischof in Los Angeles
- 2008: Eartha Kitt, US-amerikanische Sängerin und Schauspielerin (Königin der Nachtclubs)
- 2008: Ann Savage, US-amerikanische Filmschauspielerin
- 2008: Robert Ward, US-amerikanischer Bluesmusiker (Ohio Players)
- 2009: Vic Chesnutt, US-amerikanischer Sänger und Songwriter
- 2009: Knut Haugland, norwegischer Entdecker
- 2010: Carlos Andrés Pérez, venezolanischer Staatspräsident
- 2011: Hans-Heinrich Isenbart, deutscher Moderator und Pferdefachmann
- 2011: George Robb, englischer Fußballspieler
- 2012: Rudolf Müller, deutscher katholischer Bischof
- 2012: Othmar Schneider, österreichischer Skirennläufer
- 2012: Joachim Seyppel, deutscher Schriftsteller und Literaturwissenschaftler
- 2014: Alberta Adams, US-amerikanische Bluessängerin
- 2015: Robert L. Spitzer, US-amerikanischer Psychiater
- 2016: Ağaxan Abdullayev, aserbaidschanischer Mughamsänger und Musikpädagoge
- 2016: George Michael, britischer Sänger, Komponist, Musiker und Produzent
- 2016: Vera Rubin, US-amerikanische Astronomin
- 2018: Nancy Roman, US-amerikanische Astronomin
- 2019: Peter Schreier, deutscher Sänger und Dirigent
- 2020: Edgar Meddings, britischer Bobfahrer
- 2020: Jaan Rääts, estnischer Komponist
- 2021: Henri Losch, luxemburgischer Lehrer, Schauspieler und Autor
- 2021: Jean-Marc Vallée, kanadischer Regisseur, Drehbuchautor, Filmeditor, Schauspieler und Filmproduzent
- 2021: Ralph Warburton, US-amerikanischer Eishockeyspieler
- 2024: Eric Hänni, Schweizer Judoka
- 2024ː Bapsi Sidhwa, pakistanisch-US-amerikanische Schriftstellerin

## Feier- und Gedenktage
- Kirchliche Gedenktage
  - Erster Weihnachtsfeiertag

Weitere Einträge enthält die Liste von Gedenk- und Aktionstagen.